# Borówka czarna
Borówka czarna (Vaccinium myrtillus L.) – gatunek rośliny wieloletniej z rodziny wrzosowatych (Ericaceae). Ma wiele nazw zwyczajowych, m.in. jagoda, czarna jagoda, czernica. Roślina jest szeroko rozprzestrzeniona w Azji, Europie i Ameryce Północnej na obszarach o klimacie umiarkowanym i arktycznym. W Polsce jest pospolita zarówno na nizinach, jak i w górach. Jest wykorzystywana szeroko jako roślina jadalna i lecznicza. Znaczenie gospodarcze borówki czarnej pozostaje wysokie mimo silnej konkurencji znacznie bardziej plennych borówek północnoamerykańskich (głównie borówki wysokiej), których owoce mają uboższy skład chemiczny od czernicy.

## Rozmieszczenie geograficzne
Zwarty zasięg gatunku obejmuje całą północną i środkową Europę. Granica południowa zasięgu na tym kontynencie biegnie przez środkową część Półwyspu Iberyjskiego, Korsykę, środkową część Półwyspu Apenińskiego i Bałkańskiego (przez Albanię, Macedonię i Bułgarię), przy czym brak go na rozległych obszarach Kotliny Panońskiej. Na północy gatunek występuje na całym Półwyspie Skandynawskim i Islandii. Dalej na wschód borówka ta sięga do środkowej Syberii, zanikając stopniowo na północy. Południowa granica przecina środkową Ukrainę i Rosję. Na południu rośnie w górach Ałtaj. W rejonie Kaukazu znajduje się obszar występowania oddzielony dysjunkcją, rozproszone stanowiska gatunek ma także w północnej części Azji Mniejszej. Na dalekim wschodzie Azji gatunek podawany jest z północnej i centralnej części wyspy Honsiu. W Ameryce Północnej gatunek rośnie na południowym krańcu Grenlandii (gdzie mógł być introdukowany przez wikingów), w południowo-zachodniej części kanadyjskiej prowincji Alberta i południowo-wschodniej Kolumbii Brytyjskiej. W USA występuje w zachodniej części kraju w stanach: Kolorado, Idaho, Montana, Oregon, Waszyngton, Wyoming, Nowy Meksyk, Arizona, Nevada i Utah.
W Polsce gatunek jest rozpowszechniony w całym kraju, choć lokalnie bywa nieco rzadszy lub go brak zupełnie (np. na Żuławach Wiślanych, miejscami na Podlasiu i Mazowszu). Skupienia borówki czarnej, zwane jagodziskami, opisywane są jako bardziej rozległe i bogate w południowej części kraju.

## Morfologia

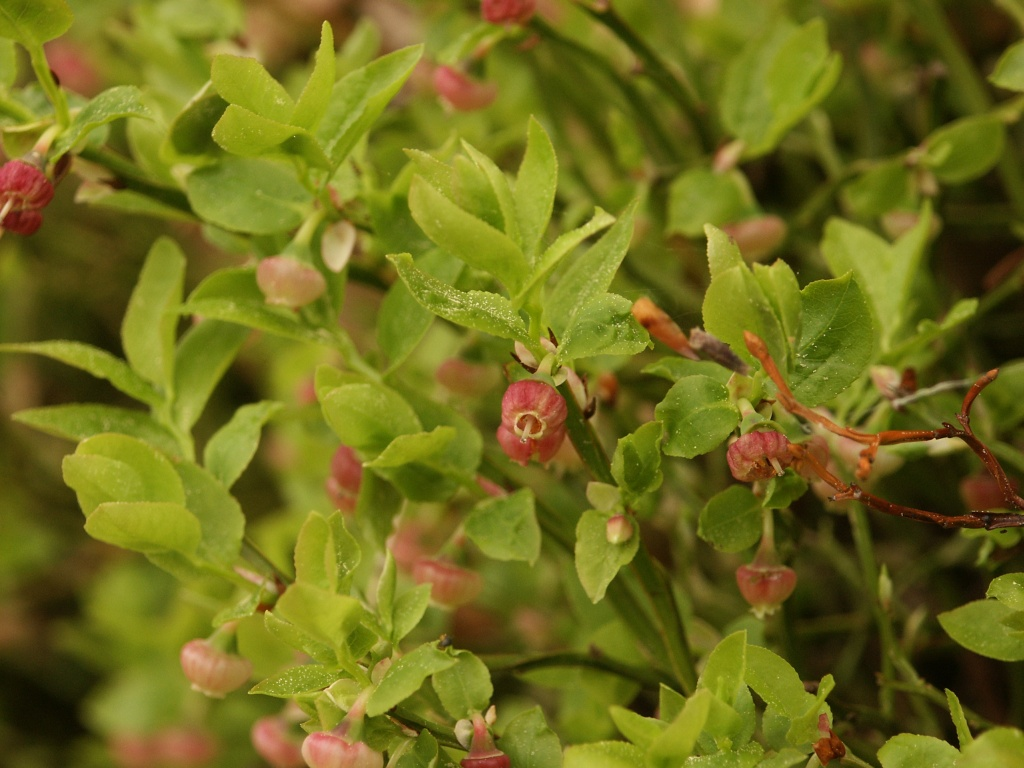
Roślina kwitnąca

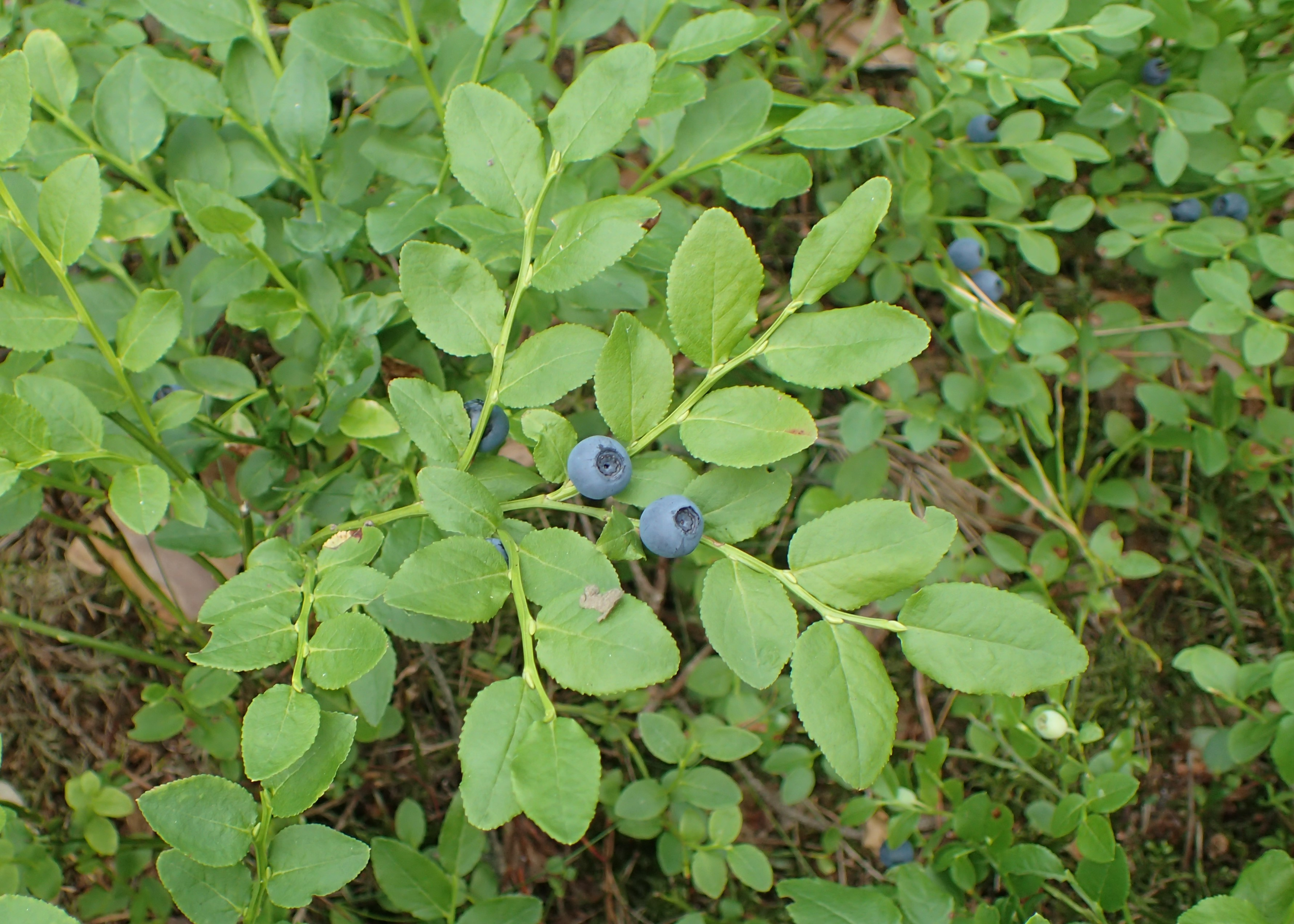
Roślina owocująca

PokrójKrzewinka, rzadko krzew osiągający zazwyczaj wysokość od 15 do 30 cm, rzadko od 5 cm (tak niskie są krzewinki rosnące w wyższych położeniach górskich) do 60, czy nawet 90 cm. Rozrasta się za pomocą kłączy, tworząc rozległe płaty. Pojedyncza roślina zajmować może powierzchnię kilku m².
ŁodygaPod ziemią (zwykle na głębokości 15–20 cm) w postaci kłącza osiągającego maksymalnie 5,5 m długości, przy średniej długości wynoszącej 2 m. Węzły, z których wyrastają rozgałęzienia kłącza lub pędy nadziemne, występują co 20–30 cm. Pędy nadziemne silnie rozgałęzione, wzniesione do góry. Młodsze są zielone, trójkanciaste i ostrokrawędziste, starsze są wyoblone, szarobrązowe i szare. Pędy są nagie, rzadko delikatnie omszone w bruzdach. U najstarszych roślin mogą osiągać do 17 mm średnicy u nasady.
LiścieUlistnienie skrętoległe. Liście krótkoogonkowe (ogonek ok. 1 mm długości). Blaszka jasnozielona, naga i cienka. Ma kształt podługowato-jajowaty, na brzegach jest drobno piłkowana, na szczycie zaostrzona lub zaokrąglona, u nasady zbiegająca klinowato. Osiąga zwykle od 1 do 1,5 cm długości, rzadko do 4 cm, szeroka jest zazwyczaj na 0,1–1,5 cm, rzadko do 3 cm. Od spodu (po stronie odosiowej) wiązki przewodzące są wyraźnie widoczne, od góry niewyraźne. Nerwów II rzędu jest 6–7 par. Jesienią liście czerwienieją i opadają na zimę.
KwiatyPojedyncze, rozwijają się z pączków na pędach tegorocznych, zwisają w kątach liści na szypułkach długości 3–5 mm. Kwiaty są 4- lub 5-krotne. Działki drobne, o długości 0,4–0,6 mm, zielone, nieco odgięte, czasem brak ich zupełnie. Korona różowozielonkawa do białaworóżowej o beczułkowatym kształcie, cztero- lub pięciokrotnie wrębna. Osiąga do 6 mm długości. Wewnątrz znajduje się 10 pręcików o długości do ok. 3 mm (z czego nitka 1,5 mm, pylniki 2 mm). Ich nitki są wygięte, u dołu nieco rozszerzone. Pylniki są zrośnięte lekko brzegami, na końcach wyciągnięte w długie rożki. Słupek dwa razy dłuższy od pręcików i dlatego nieco nad koronę wystający. Złożony jest z 4–5 owocolistków. W komorach zalążni znajdują się liczne zalążki.
OwoceJagoda za młodu najpierw zielona, potem czerwona, ciemniejąca w miarę dojrzewania. Dojrzała jest czarna z niebieskawym, woskowym nalotem. Osiąga średnicę do 6–10 mm. Zawiera ok. 20 nasion, które są brązowe, wydłużone, o długości od 1 do 1,5 mm.

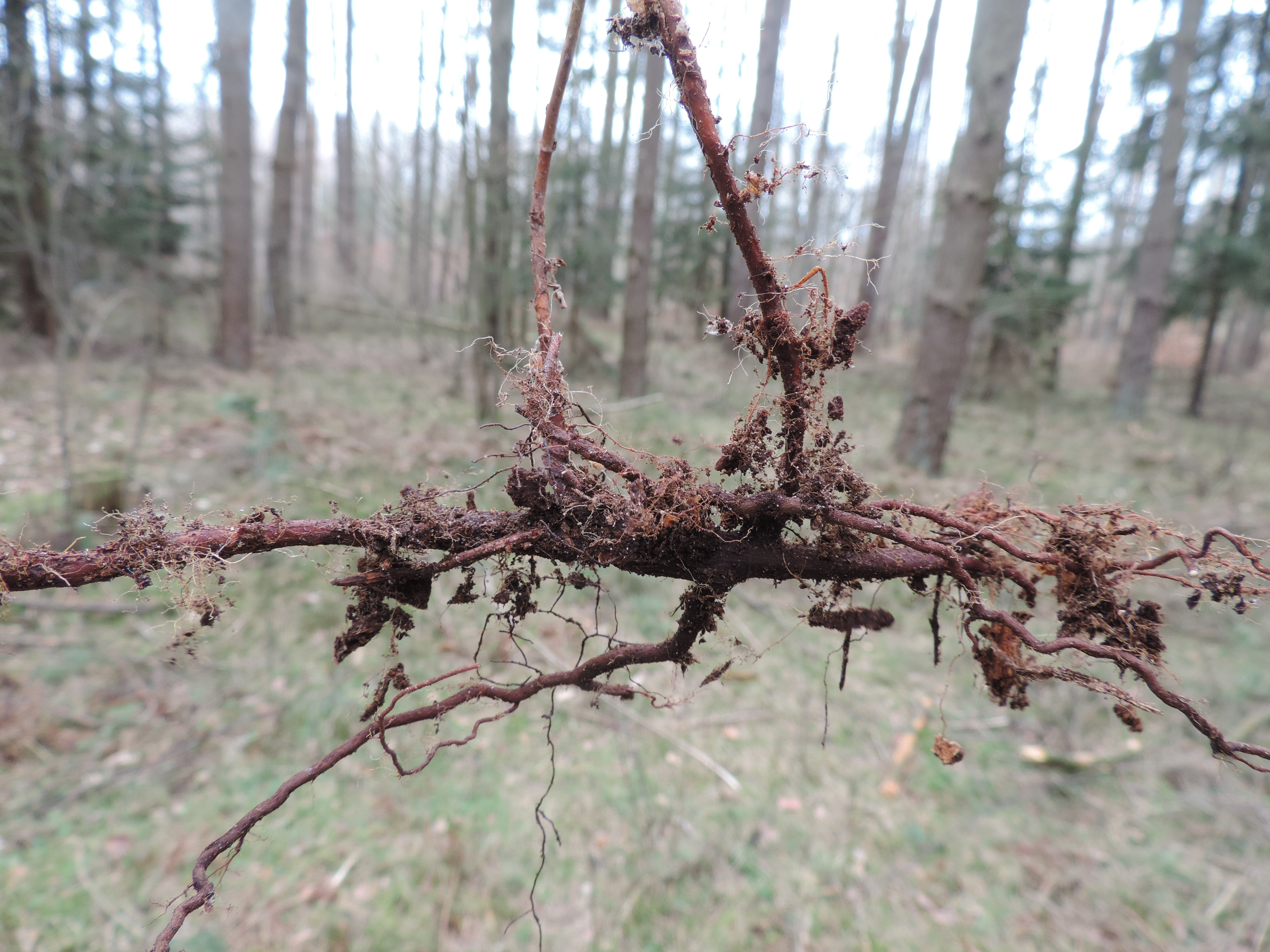
Kłącze z korzeniami
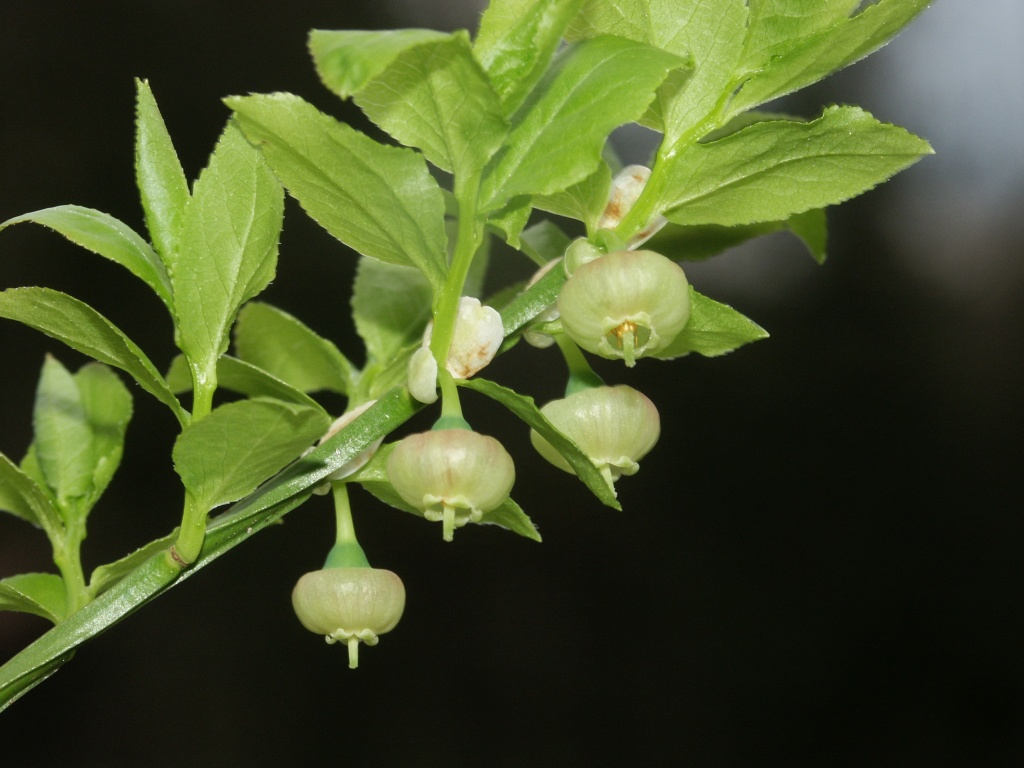
Kwitnący pęd
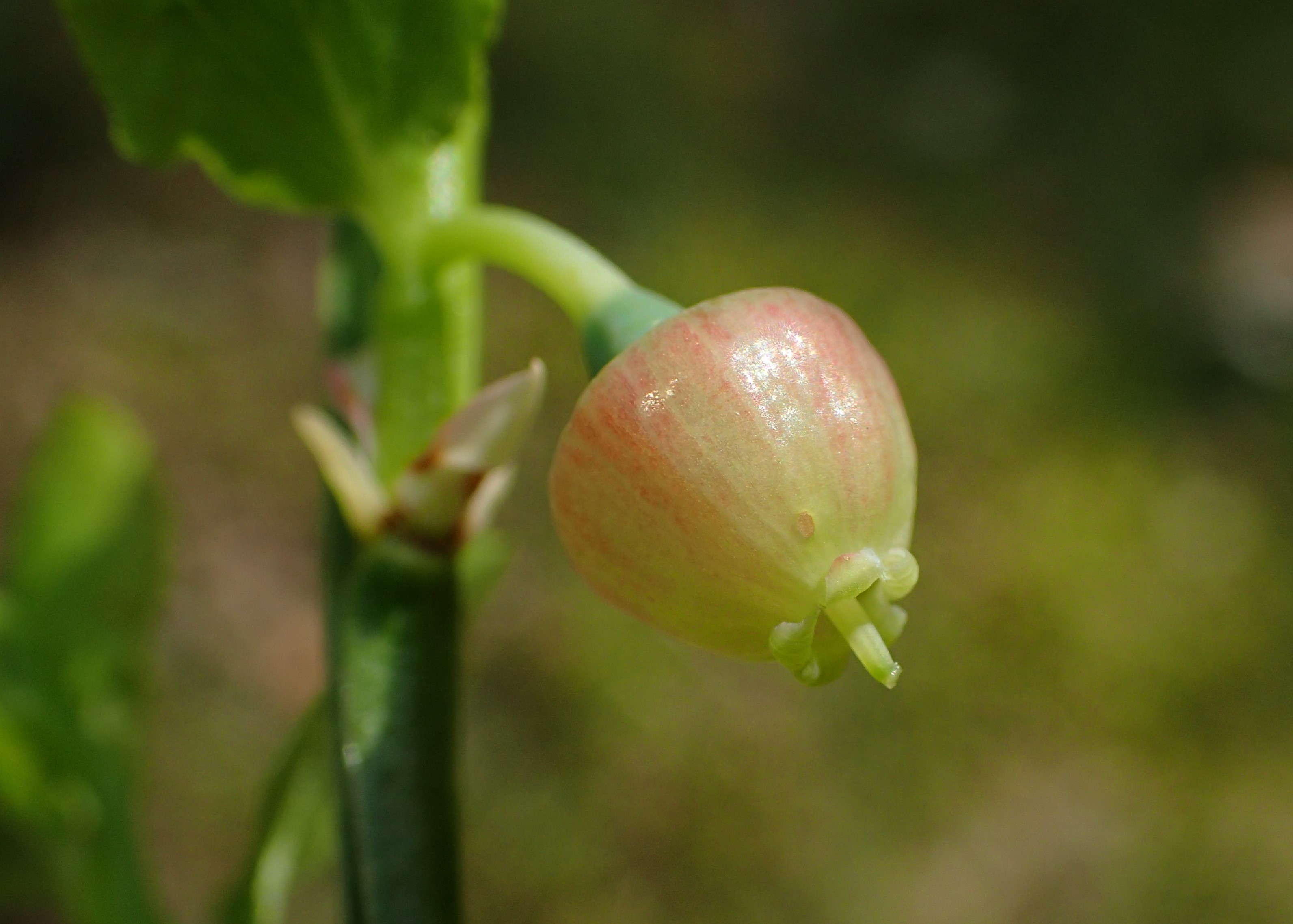
Kwiat
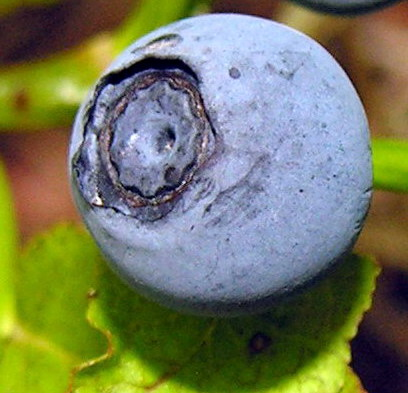
Owoc

## Biologia

### Rozwój

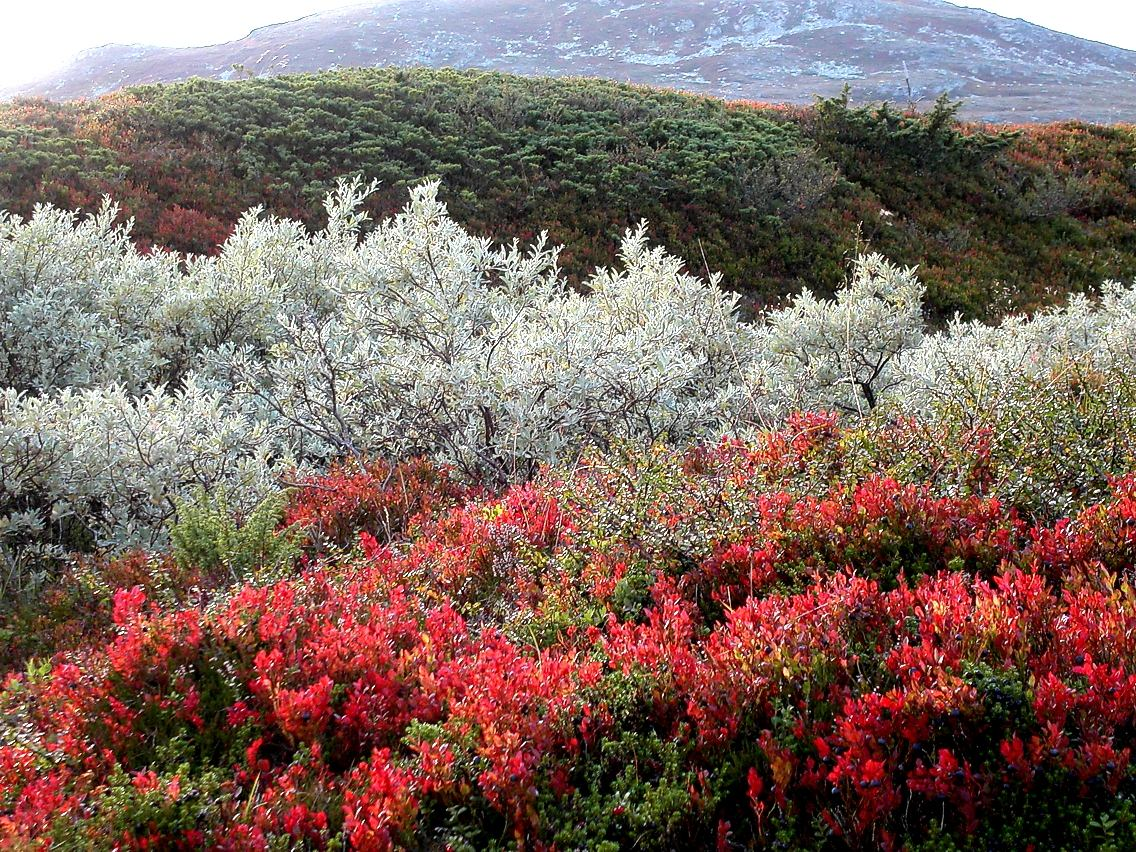
Borówka z przebarwionymi jesiennie na czerwono liśćmi, Norwegia

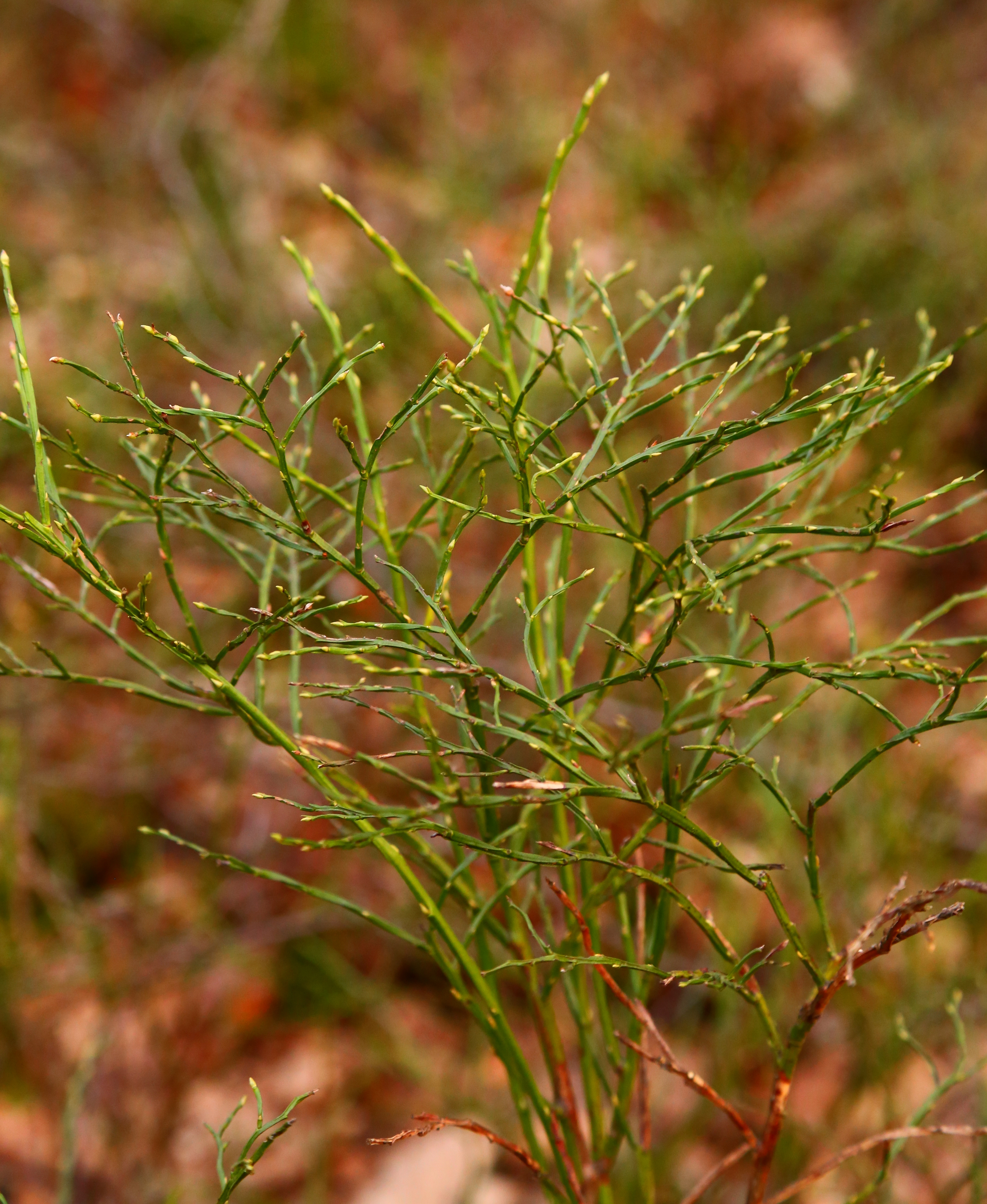
Pokrój rośliny podczas przedwiośnia

Krzewinka, chamefit. Rośliny rozrastają się za pomocą kłączy koncentrycznie od środka na zewnątrz, tworząc płaty nieregularnie koliste, z najstarszymi partiami kłączy i krzewinkami w części środkowej, z najmłodszymi na obrzeżach. Poszczególne klony borówki rozprzestrzeniają się na obszarze o średnicy do ok. 6–7 m. Kłącza rozgałęziają się sympodialnie. Rosną bez rozgałęzień na odcinkach długości 20–30 cm, po czym tworzą dwa, rzadziej trzy lub więcej odgałęzień. Środkowe rośnie najsilniej i wyrasta w pęd nadziemny lub kontynuuje wzrost kłącza, by po kolejnych 20–30 cm uformować grupę pędów nadziemnych. Rozwój kłącza kontynuowany jest przez odgałęzienia boczne. W populacji dominują ramety w wieku mniejszym niż 6 lat. Pędy nadziemne (krzewinki) rosną przez pierwszych kilka lat tylko w postaci wegetatywnej. Zakwitają po raz pierwszy po około 3–5 latach, intensywnie kwitną i owocują w wieku od ok. 5 do 13 lat. Intensywne kwitnienie następuje co dwa lata. Starsze okazy wchodzą w fazę starczą i osłabiają kwitnienie. Po osiągnięciu wieku 15 lat wzrost roślin zwalnia i rzadko tworzą nowe pędy nadziemne i odgałęzienia, dożywają do ok. 34 lat.
Rośliny kwitną od kwietnia do czerwca. W Polsce pierwsze kwiaty pojawiają się od 20 kwietnia (na obszarach o łagodniejszym klimacie) do 12 maja, a masowe kwitnienie zaczyna się od 5 do 10 dni później. Kwiaty mogą być zapylane na dwa sposoby – przez owady oraz w wyniku samozapylenia. W warunkach naturalnych obserwowano zapylanie przez: Andrena lapponica, Andrena fucata, Andrena armata, Vespula norvegica, Vespula rufa, Vespula sylvestris, Bombus lapponicum, Bombus lucorum, Bombus agrorum, Bombus hortorum, Bombus terrestris, Bombus pratorum, Bombus jonellus, Psithyrus sylvestris, Apis mellifera, Nomada panzeri. Przy samozapyleniu jedynym niezbędnym czynnikiem jest działanie siły grawitacji.
Czas od zapylenia do pełnej dojrzałości owocu wynosi ok. 2 miesiące (40–60 dni). Masowe owocowanie trwa w Polsce między 19 czerwca a 14 lipca na obszarach o klimacie najbardziej łagodnym oraz między 11 lipca i 4 sierpnia na obszarach o klimacie najbardziej ostrym (okres ten trwa od 21 do 41 dni).
Siewki obserwowane są w naturze generalnie bardzo rzadko. Kiełkowanie następuje jesienią i wiosną. Wzrost siewki jest bardzo wolny. Hipokotyl osiąga do 1 cm długości, jest zielny i nagi. Dwa liścienie mają zbiegającą niemal siedzącą nasadę i blaszkę eliptyczno lancetowatą z zaokrąglonym wierzchołkiem. Osiągają do 4 mm długości. Epikotyl osiąga do 1 mm długości. Do około 10 tygodnia rozwijają się tylko pojedyncze liście juwenilne, wyróżniające się występowaniem wielokomórkowych, gruczołowatych rzęsek na ich brzegu i stronie brzusznej. Wyrastają one skrętolegle, mają blaszkę eliptyczną i długość do 3 mm. Liście właściwe pojawiają się dopiero u roślin trzymiesięcznych.

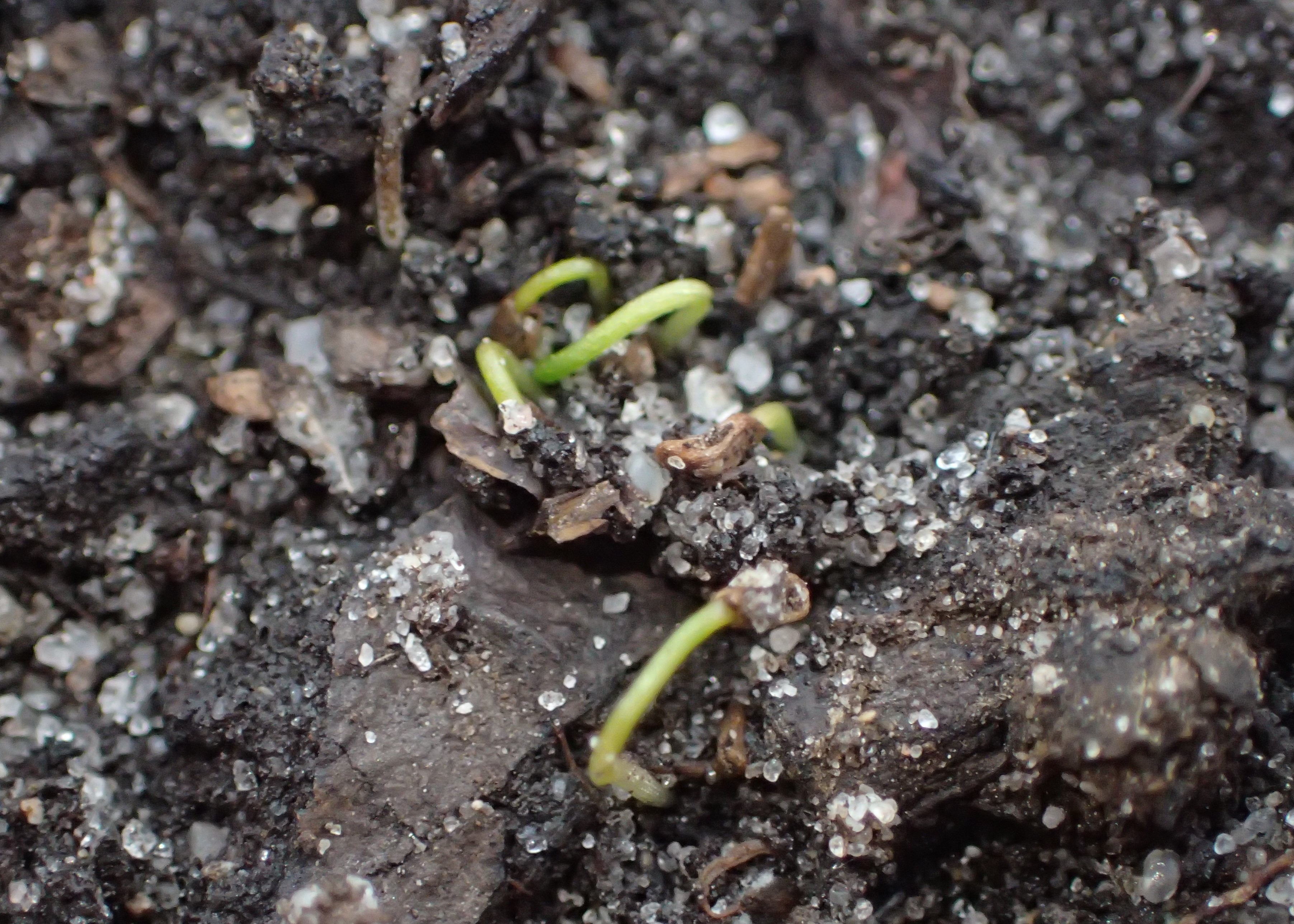
Kiełkujące nasiona.
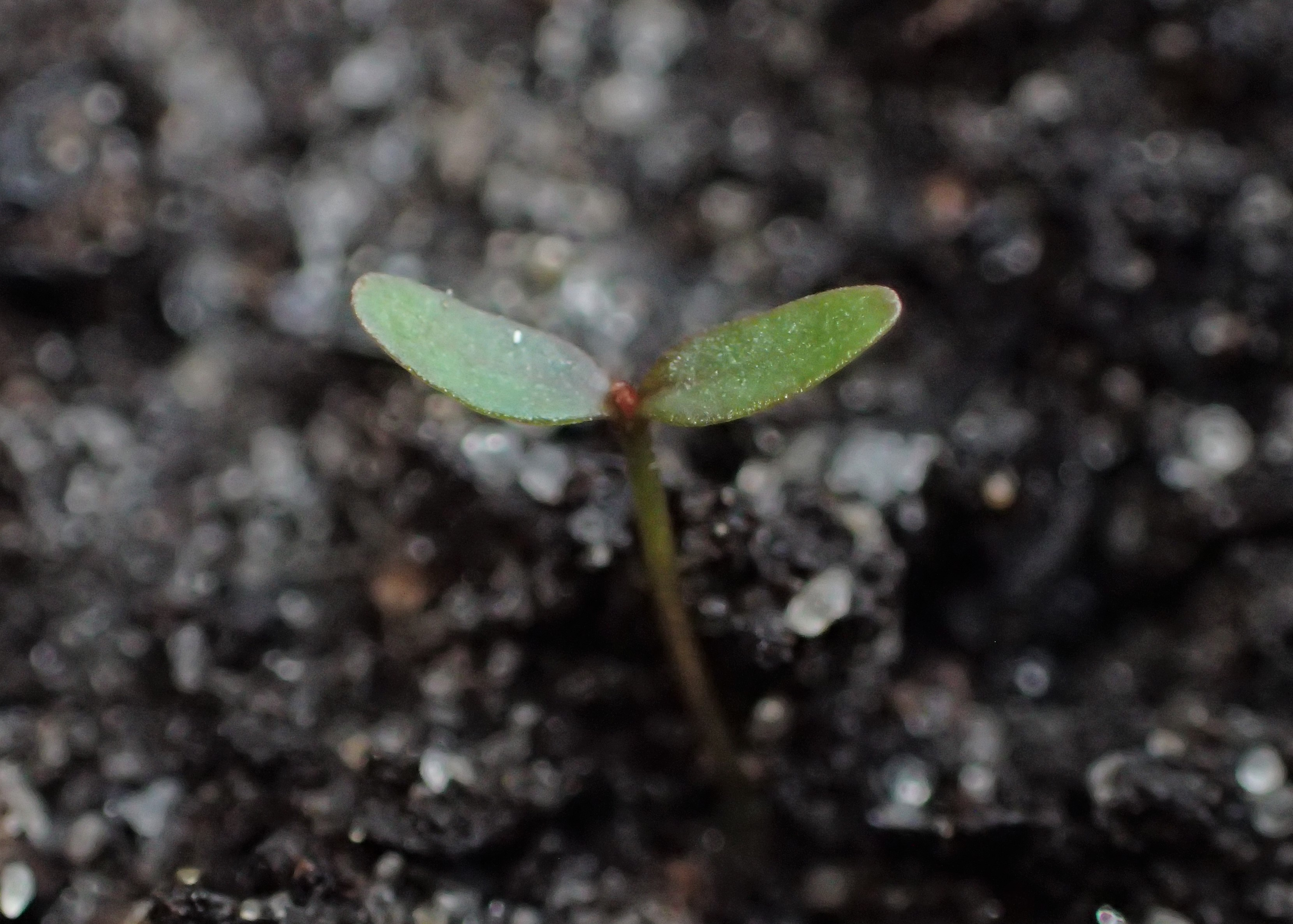
Siewka z liścieniami.
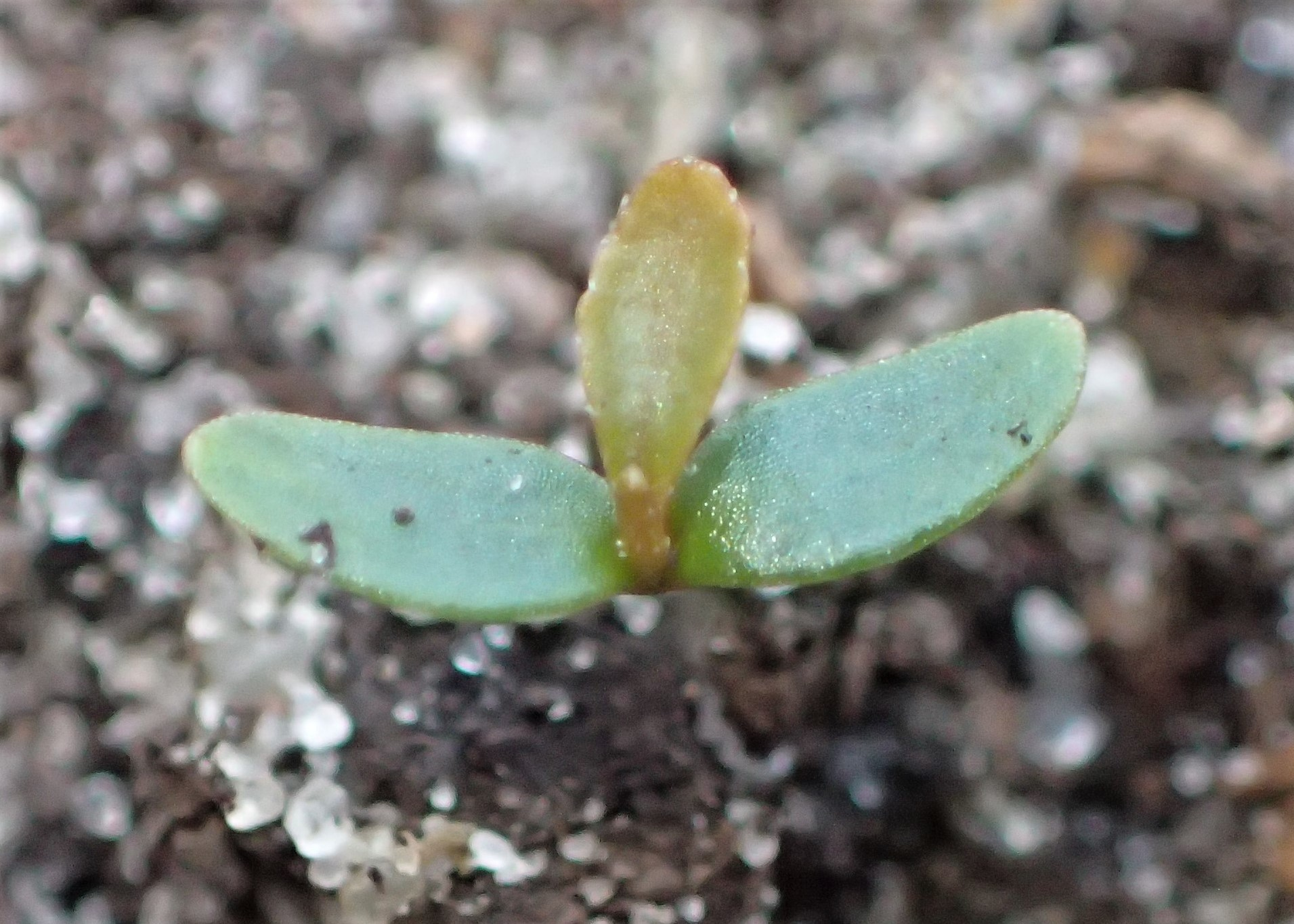
Siewka z pierwszym liściem.
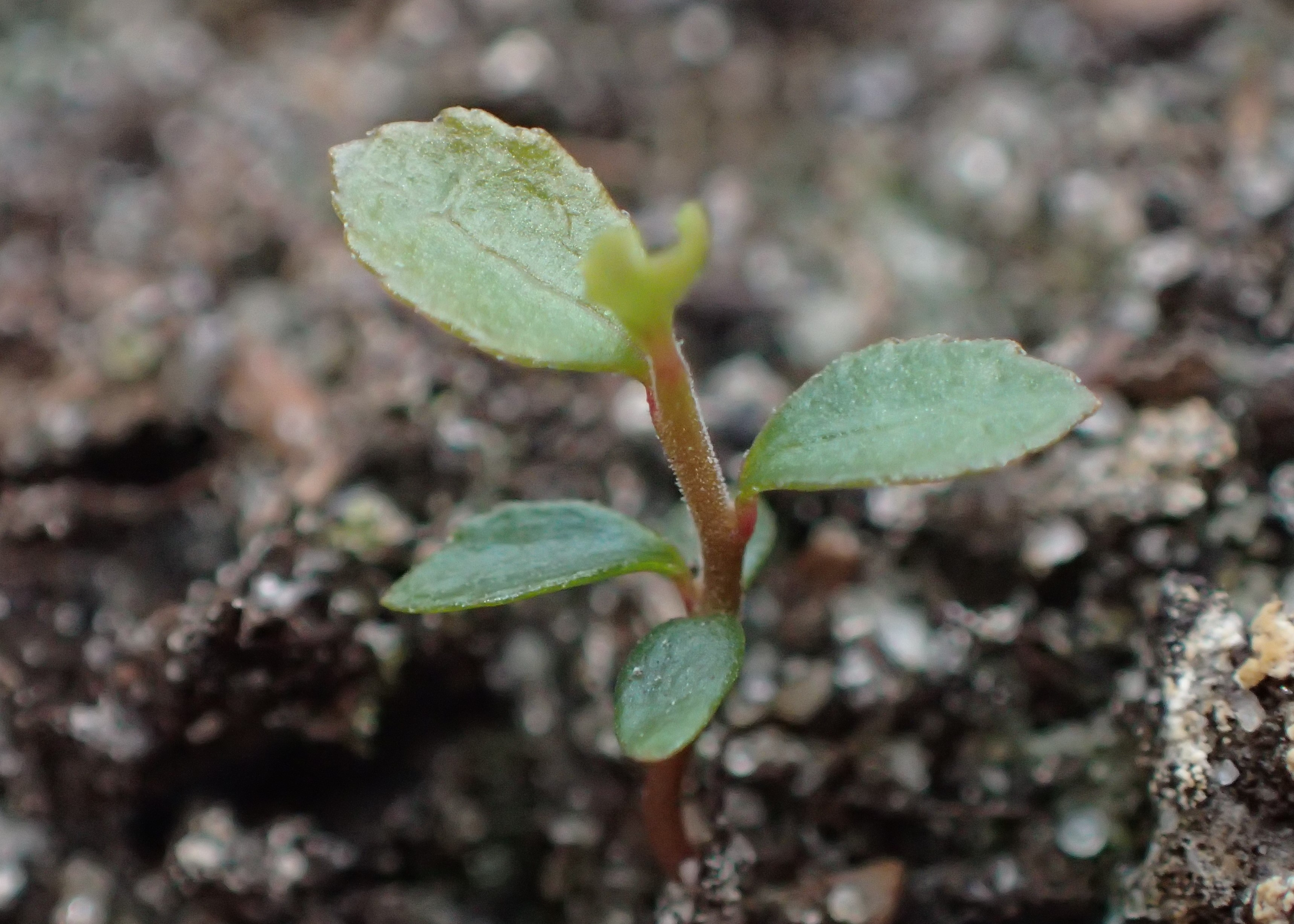
Siewka z pierwszymi liśćmi.

Jesienią następuje alokacja substancji odżywczych, które wycofywane są z organów nadziemnych do kłączy. Wówczas też, a także wiosną, najsilniej rosną kłącza. Korzenie wyrastają z kłącza głównie późnym latem i jesienią, podczas gdy nowe pędy nadziemne rozwijają się późną wiosną i wczesnym latem. W warunkach wysokogórskich rośliny rozprzestrzeniają się wyłącznie wegetatywnie.

### Genetyka i rozmnażanie
Liczba chromosomów 2n = 24. Rośliny rozmnażają się głównie wegetatywnie, a rozmnażanie z udziałem nasion jest ograniczone. W efekcie powstają skupiska osobników mało zróżnicowanych genetycznie, nawet udział owadów w przenoszeniu pyłku nie gwarantuje w takiej sytuacji zapylenia krzyżowego. Samozapylenie u borówki czarnej prowadzi do drastycznego spadku wytwarzania żywotnych nasion, co wiązane jest z szybkim pojawieniem się depresji wsobnej w wyniku chowu wsobnego. Po zapyleniu pyłkiem osobnika podobnego lub identycznego genetycznie dochodzi do zapłodnienia, jednak liczba powstających nasion jest ograniczona, co jest spowodowane zamieraniem zarodków podczas ich rozwoju. Zjawisko może być interpretowane jako depresja wsobna lub też jako mechanizm częściowej samoniezgodności na poziomie genetycznym. Liczba powstających owoców jest podobna zarówno przy zapyleniu krzyżowym, jak i samopylności, jednak ponieważ wielkość owoców jest skorelowana z liczbą i wielkością nasion – zróżnicowanie klonów sprzyja zwiększeniu plenności roślin. Stwierdzono istotnie większe zróżnicowanie genetyczne roślin w obrębie poszczególnych populacji (86%), niżeli pomiędzy nimi (14%).

### Cechy fitochemiczne
Szczególną cechą owoców tego gatunku jest wyjątkowo duża zawartość antocyjanów (największa wśród jagód borówek). Udział poszczególnych związków chemicznych z tej grupy jest zmienny i zależy od wielu czynników. W 100 g świeżej masy owoców występuje ich od 300 do 700 mg. W owocach pochodzących z różnych populacji na terenie Finlandii średnią zawartość antocyjanów określono na 2878 mg/100 g suchej masy. W owocach roślin rosnących w południowej części tego kraju ogólna zawartość antocyjanów była niższa i były to głównie glikozydy cyjanidyny. Na terenach północnych w owocach dominowały glikozydy delfinidyny. W początkowym etapie dojrzewania owoców wytwarzane są głównie procyjanidyny i kwercetyna, później jednak ich zawartość szybko spada. Specyficzny dla borówki czarnej zestaw antocyjanów określany jest nazwą myrtilliny. W skład tej kompozycji wchodzi 14–15 różnych związków z grupy antocyjanów. W środowisku silnie zasadowym barwią się one na zielono, w słabo zasadowym na granatowo, a w kwaśnym – na czerwono. Udział antocyjanów w owocach wzrasta wraz z ich dojrzewaniem i porą roku. Najbogatsze w antocyjany są owoce zbierane późnym latem, zawierające do 1,5 raza więcej tych związków niż owoce zbierane w lipcu.
Zawartość flawonoli wynosi średnio 14 mg na 100 g owoców i maleje w miarę dojrzewania owoców.
Owoce zawierają poza tym dużo cukrów, spośród których dominują fruktoza i glukoza, niewiele jest sacharozy. Liczne są kwasy organiczne (stanowią 1% owoców), wśród których 90% stanowi kwas cytrynowy, trochę jest też jabłkowego, a już bardzo niewiele bursztynowego, mlekowego, szczawiowego i chinowego. Zawierają ok. 8% pektyn oraz 12%–15% tanin w suchej masie (według niektórych źródeł ich udział określany jest ostrożnie jako co najmniej 1%). Poza tym zawierają m.in. kwercetynę (3 mg / 100 g ś. m.) i katechiny (20 mg / 100 g ś. m.). Wyróżniają się dużą zawartością manganu, podczas gdy mało jest w nich wapnia i fosforu. Owoce zawierają poza tym glikozydy (waksycyninę, asperulozyd i monoterpeinę), polifenole (w miarę dojrzewania ich ilość maleje), irydoidy oraz glikokininy. W nasionach oleje stanowią do 31% masy.
Liście zawierają podobne składniki jak owoce. W liściach zawartość antocyjanów, katechin, flawonoli i kwasu hydroksycynamonowego wzrasta, gdy są one wystawione na bezpośrednie działanie promieni słonecznych. Prawdopodobnie flawonoidy w liściach stanowią mechanizm obrony przed stresem wywoływanym przez nadmiar światła. Działanie fotoochronne antocyjanów może być także przydatne w okresie suszy. Metabolizm flawonoidów jest aktywowany światłem ultrafioletowym, jednak mogą one brać udział również w obronie przed stresem biotycznym.

## Ekologia

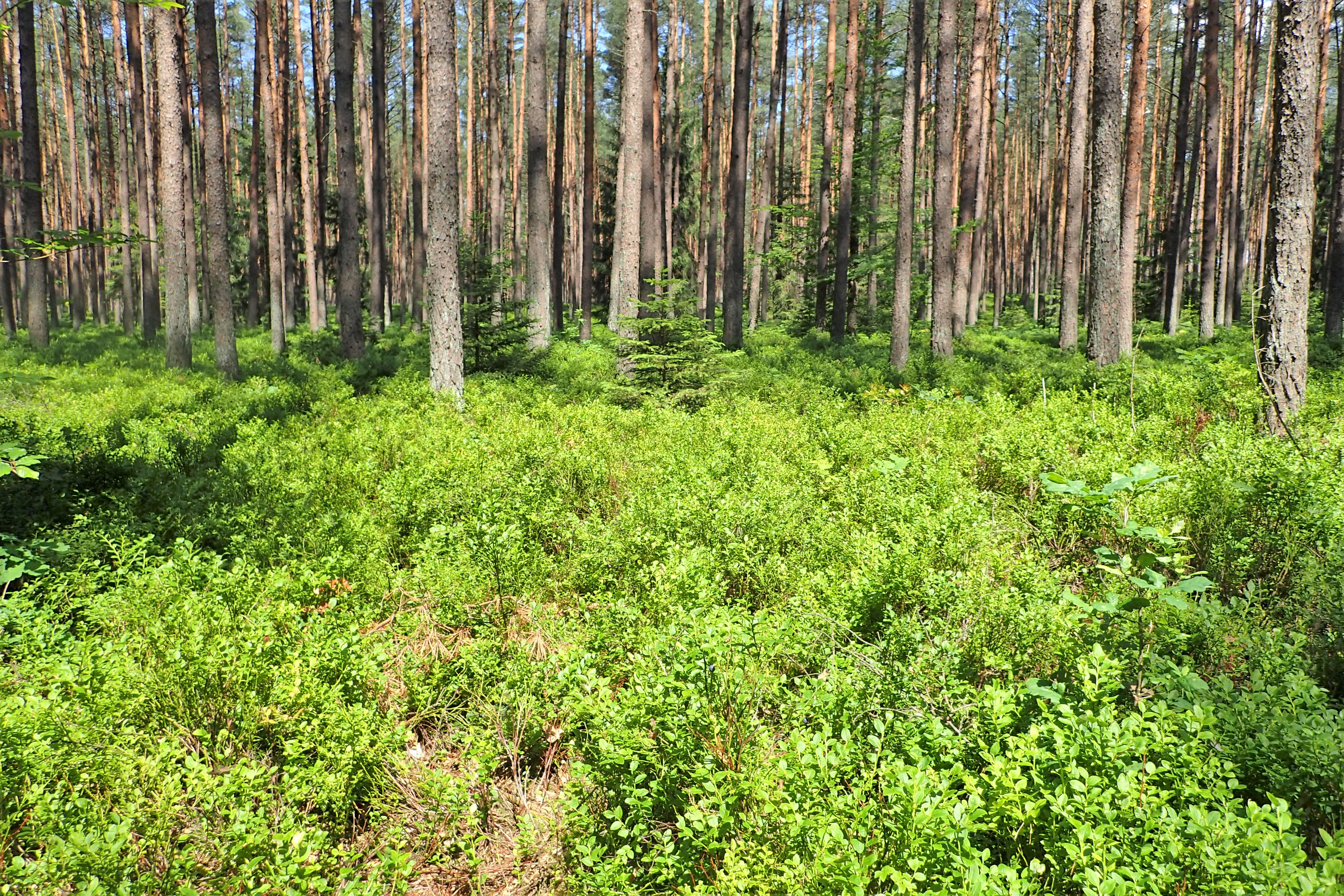
Suboceaniczny bór sosnowy z borówą czarną w woj. zachodniopomorskim

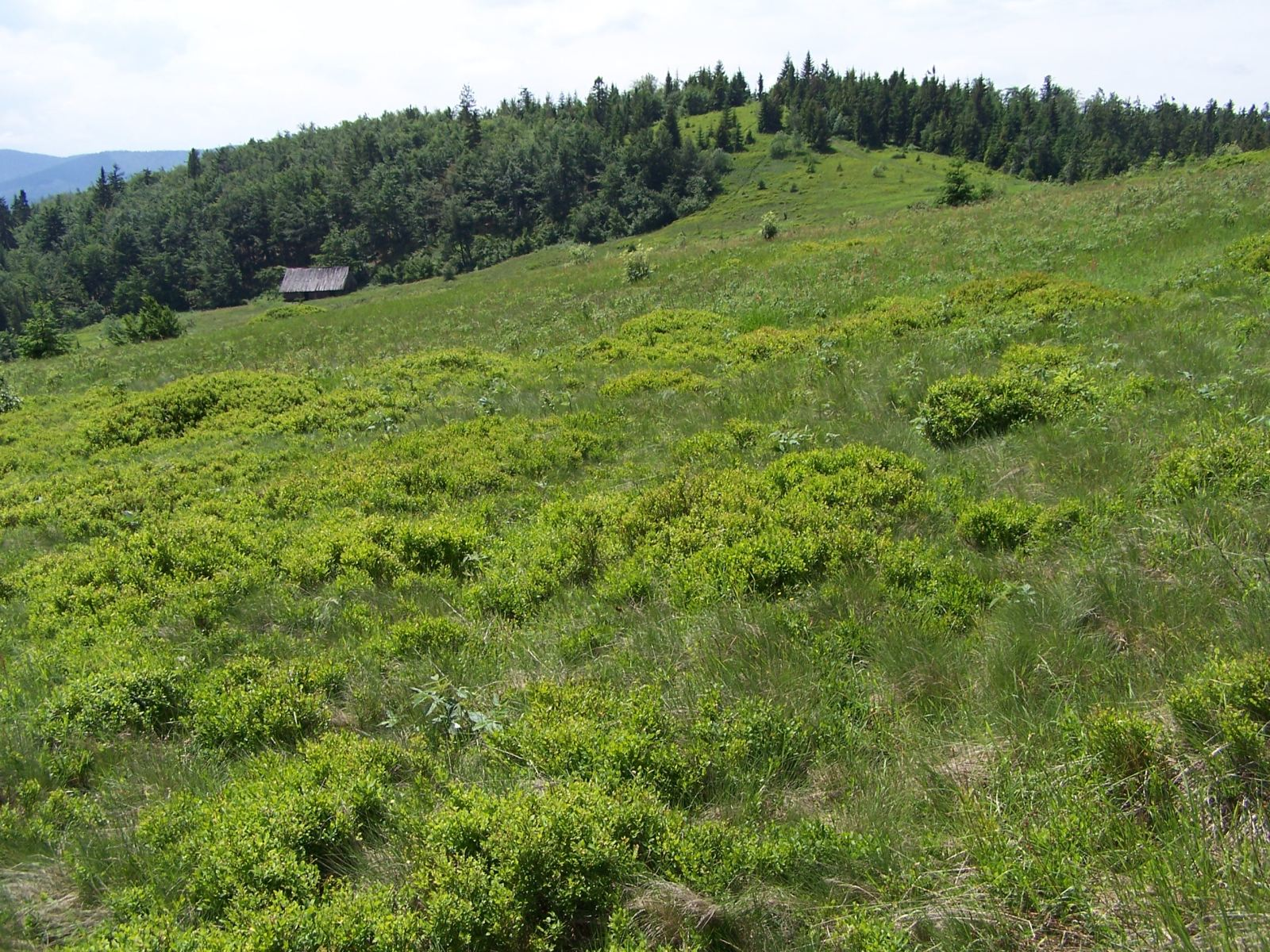
Borówka na polanie Skalne w Beskidzie Wyspowym

### Wymagania siedliskowe
Gatunek występuje często masowo na stanowiskach rosnąc od niżu po wysokie stanowiska górskie (nawet powyżej górnej granicy lasu, w Gryzonii sięgając obszarów położonych na wysokości 2840 m n.p.m.). Rośliny rosnące powyżej 1000 m n.p.m. bardzo rzadko kwitną, a poza tym wraz z wysokością zmniejsza się wysokość roślin i sztywność pędów. 
Borówka czarna jest rośliną kwasolubną – jest wskaźnikiem kwaśnych gleb, oligotroficznych z warstwą próchnicy surowej. Rośnie na glebach piaszczystych i ubogich, ale wymaga odpowiedniej wilgotności. Rośliny rosnące w warunkach wysokogórskich lub daleko na północy występują w miejscach otwartych, podczas gdy w warunkach klimatu umiarkowanego dobrze znoszą półcień i zasiedlają lasy. Krzewinki rosnące w miejscach otwartych, nasłonecznionych mają pędy bardziej wzniesione pionowo, z małymi kątami rozgałęzień w przeciwieństwie do bardziej rozpościerających się roślin rosnących w lasach.
Mimo rozległego zasięgu na dalekiej północy nie jest to roślina w pełni mrozoodporna. Zwłaszcza młode pędy łatwo wymarzają (także w Europie Środkowej), a późne przymrozki powodują często znaczne szkody w plonie owoców, zwłaszcza jeśli wystąpią w czasie ich zawiązywania. Istotnym czynnikiem umożliwiającym przetrwanie zimy jest okrywa śnieżna, której brak ogranicza występowanie gatunku w wyższych położeniach i na północnej granicy zasięgu.
W lasach użytkowanych intensywnie gospodarczo, w których wykonywane są zręby zupełne i przygotowanie gleby przed odnowieniem sztucznym, zmniejsza swoje zasoby. Z drugiej strony zmniejsza także plenność i osłabia wzrost w starych drzewostanach. W lasach użytkowanych rębniami stopniowymi jej populacja jest stabilna, podobnie jak w nieużytkowanych gospodarczo lasach naturalnych.

### Wpływ na siedlisko
Na ubogich siedliskach gatunek ma istotny wpływ na kształtowanie się próchnicy, jednak kłącza tej borówki są ubogie w składniki odżywcze i ich rozkład następuje bardzo wolno. Opad liści borówki wynosi 33–55 kg/ha/rok. Liście te zawierają 0,4–0,8 kg/ha N, 0,4–0,6 kg/ha Ca, 0,2–0,7 kg/ha K, 0,1–0,2 kg/ha Mg i 0,04–0,08 kg/ha P. Poza tym zwarte i rozległe łany borówki zmniejszają istotnie dostęp promieniowania słonecznego do gleby i tym samym spowalniają rozkład materii organicznej. Z drugiej jednak strony osłabiają wypromieniowywanie ciepła. W efekcie uznaje się, że masowe występowanie tego gatunku przyczynia się do spowolnienia obiegu materii w ekosystemach leśnych na słabszych siedliskach i jego przyśpieszania na siedliskach żyźniejszych, co jest korzystne z punktu widzenia ich produktywności.

### Oddziaływania międzygatunkowe
Zwarte łany borówki utrudniają kiełkowanie nasion i stanowią istotną konkurencję troficzną dla siewek drzew. W naturalnych warunkach ograniczają w efekcie odnowienie drzewostanu. W lasach użytkowanych gospodarczo ich oddziaływanie jest niezbyt istotne ze względu na odnawianie sztuczne drzewostanów realizowane na siedliskach borowych zwykle po zrębie zupełnym. Poza konkurencją o światło i składniki odżywcze borówka hamuje kiełkowanie nasion drzew iglastych poprzez wydzielanie substancji allepatycznych, co zostało potwierdzone dla świerka pospolitego, świerka czarnego i topoli osiki, jednak działanie to nie jest silne. W wyniku zachodzenia sukcesji wtórnej rozprzestrzenia się na niektórych siedliskach, na których zanika m.in. wierzbówka kiprzyca (Chamaenerion angustifolium). Występuje także we wczesnych stadiach seralnych po pożarze, zanikając w kolejnych etapach sukcesji ekologicznej, np. na wrzosowiskach. Borówka czarna jest gatunkiem składowym wielu świerkowo-jodłowych, górskich lasów klimaksowych rosnących w Ameryce Północnej. W północnej Eurazji jest dominantem w runie borów świerkowych. W Europie środkowej jest to gatunek trudny do ujęcia w klasyfikacji fitosocjologicznej ponieważ rośnie we wszystkich lasach acydofilnych od borów sosnowych (Dicrano-Pinion) przez inne lasy iglaste (Vaccinio-Piceetea), dąbrowy (Quercetea robori-petraeae) i buczyny (Luzulo-Fagenion), a także w zbiorowiskach nieleśnych, np. na wrzosowiskach z rzędu Vaccinio-Genistetalia.

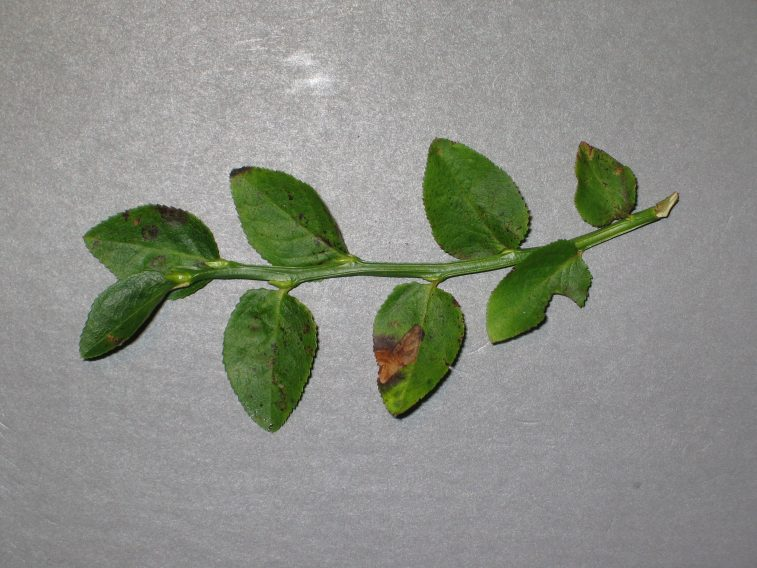
Miny Stigmella myrtillella na liściach borówki

Gatunek odgrywa istotną rolę w stabilności i samoobronie ekosystemu, w szczególności na siedliskach ubogich, ze względu na istotną rolę dla bytowania wielu gatunków mikroorganizmów, owadów (na borówce zarejestrowano ich ponad 200 gatunków), ptaków, ssaków i makrofauny glebowej. Borówka wprowadzana do lasów porolnych sprzyja rozwojowi grzybów konkurencyjnych dla huby korzeniowej. 
Borówka jest podstawowym źródłem pokarmu zimowego dla nornicy szarorudej. Owoce są spożywane m.in. przez bażanta zwyczajnego, głuszca, pardwy, zającowate i niedźwiedzie. Stanowią istotny składnik letniej diety niedźwiedzi brunatnych w Finlandii. Pędy borówki zgryzane są także przez owce. Żerowanie roślinożerców powoduje silniejsze krzewienie się roślin. Nasiona są rozsiewane przez ptaki żywiące się owocami. Doświadczenia z droździkiem wykazały, że mechanizmem wabienia ptaków jest odbijanie światła ultrafioletowego przez owoce borówki czarnej, dzięki temu ptaki żywiące się owocami są skutecznie informowane o obecności i stopniu dojrzałości owoców. W badaniu wykonanym w Tatrach siewki borówki zarejestrowano w 100% odchodów niedźwiedzia brunatnego, 88% lisa rudego i kuny i 50% wróblowych. Zwrócono przy tym uwagę na znaczenie zwłaszcza niedźwiedzi dla skutecznego rozprzestrzeniania borówki, bowiem zwierzęta te często zostawiają odchody w pobliżu miejsc swego odpoczynku, na powierzchniach ze zdartą pokrywą roślinną, co ułatwia rozwój młodych roślin. 
Na liściach borówki żerują gąsienice owada Stigmella myrtillella, powodując powstawanie min. Do owadów żerujących na borówce zaliczają się m.in. przedstawiciele zwójkowatych (Tortricidae), omacnicowatych (Pyralidae), miernikowcowatych (Geometridae), sówkowatych (Noctuidae), barczatkowatych (Lasiocampidae) czy rośliniarek (Symphyta). Czynnikami ograniczającymi negatywne skutki żerowania tych owadów są polujące na nie ptaki i mrówki, w tym zamieszkująca lasy iglaste mrówka północna (Formica aquilonia). W lasach na północy Skandynawii zaobserwowano u borówek rosnących w pobliżu mrowisk znaczny spadek uszkodzeń oraz ich obfitsze kwitnienie i owocowanie.

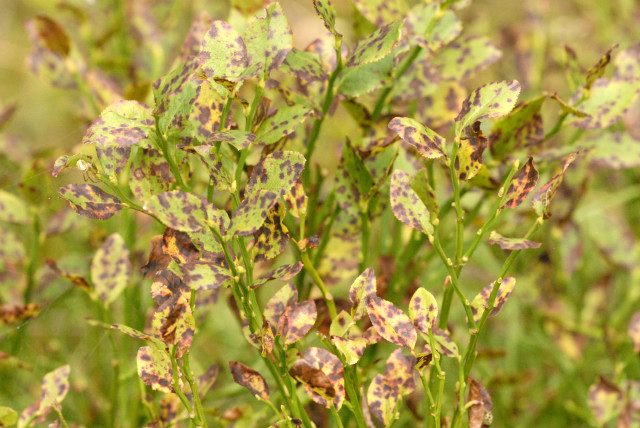
Brązowe apotecja Valdensia heterodoxa o średnicy 2–5 mm na liściach borówki

Borówka czarna może być atakowana i uśmiercana przez paciornicę jagodową Monilinia baccarum oraz lęgniowce – Phytophthora pseudosyringae i Phytophthora ramorum. Na jej żywych liściach i gałązkach rozwijają się owocniki Exobasidium arescens i E. myrtilli (Exobasidiomycetes), Podosphaera myrtillina i Valdensinia heterodoxa (Leotiomycetes; ten ostatni powoduje chorobę – plamistość liści borówki), Leptosphaerulina myrtillina (Dothideomycetes), Naohidemyces vacciniorum (Pucciniomycetes), Septoria stemmatea (Mycosphaerellales), Coccomyces leptideus oraz Morenoina rhododendri. Liczne gatunki grzybów wyrastają na martwych pędach borówki. Na pędach czasami rozwijają się także niektóre gatunki porostów, np. krużynka ziarenkowata (Micarea prasina).
Na korzeniach borówki czarnej pasożytuje pszeniec leśny (Melampyrum sylvaticum). Ektomykoryzę tworzy zasłonak glinkowaty (Cortinarius bolaris), a endomikoryzę – Oidiodendron maius (Eurotiomycetes), Phoma radicis-vaccinii (Dothideomycetes) i Rhizoctonia (Agaricomycetes).

## Systematyka i zmienność
Gatunek zaliczany jest do sekcji Myrtillus obejmującej w sumie około 12 gatunków. W wyniku badań molekularnych do kladu oznaczonego nazwą Myrtillus zaliczono gatunki z sekcji Hemimyrtillus, Macropelma, Myrtillus oraz gatunek Costera endertii, przy czym relacje między tymi taksonami są skomplikowane, a tradycyjnie wyróżniana sekcja Myrtillus ma charakter parafiletyczny. Ze względu na łatwość krzyżowania i poliploidyzację granice między poszczególnymi taksonami w tej grupie nie są wyraźne. Borówka czarna blisko spokrewniona jest z gatunkami V. globulare, V. caespitosum i V. membranaceum, przy czym sugerowano, że ten ostatni takson jest pochodzenia mieszańcowego, a w jego powstaniu uczestniczyły V. myrtillus i V. globulare. W Europie środkowej i północnej rejestrowano także powstający w naturze mieszaniec z borówką brusznicą (V. vitis-idea) – borówka pośrednia V. ×intermedium Ruthe, jednak bardzo rzadko zawiązujący owoce. Po raz pierwszy mieszaniec ten opisany został w 1889 z okolic Świnoujścia przez niemieckiego botanika Rudolfa Ruthego. Z Polski takson znany jest z pojedynczych stanowisk z zachodniej części kraju.
W obrębie gatunku wyróżniane bywały dwa podgatunki na podstawie różnic morfologicznych:
- V. myrtillus ssp. myrtillus – podgatunek nominatywny o zasięgu euroazjatyckim, wyróżniający się owalną koroną.
- V. myrtillus ssp. oreophilum (Rydb.) Love, Love and Kapoor (V. myrtillus var. oreophilum (Rydberg) Dorn; V. oreophilum Rydberg) – podgatunek występujący w zachodniej części Ameryki Północnej, cechujący się koroną bardziej kulistą.

W nowszych pracach botanicznych taksony te nie są wyodrębniane i uznawane są za synonimy gatunku V. myrtillus.
Występujące w północno-wschodniej Turcji (okolice miasta Artvin) rośliny tego gatunku opisano jako izolowaną i endemiczną odmianę var. artvinense. Odmiana ta wyróżnia się nieco większymi liśćmi (do 35 mm długości) o stępionych wierzchołkach oraz ciemnopurpurowymi i wyraźnie mniejszymi niż u osobników typowych owocami, osiągającymi do 4 mm średnicy.

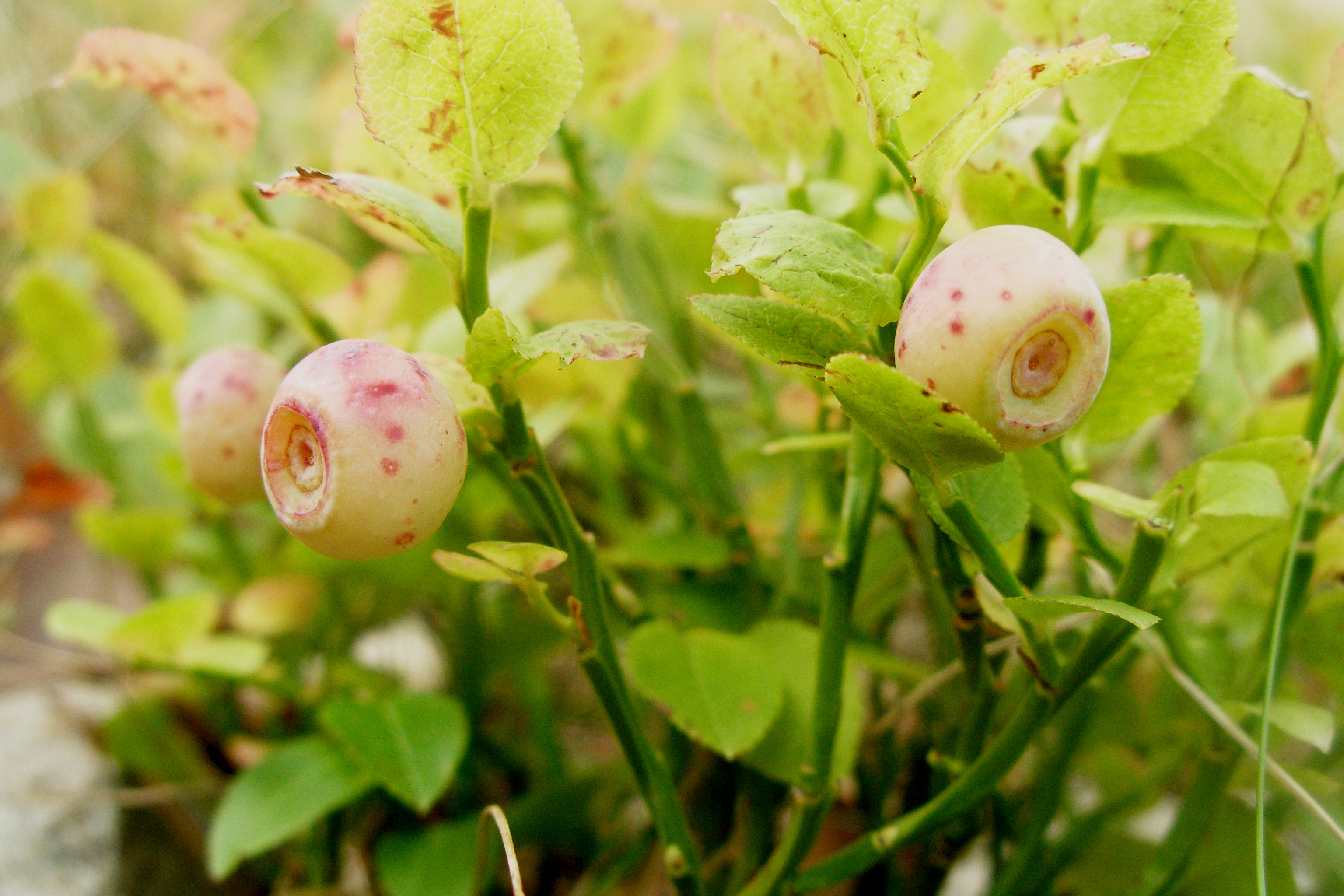
Pozbawione antocyjanów owoce formy leucocarpum

Wyróżnia się kilka form różniących się barwą owoców:
- f. leucocarpum (Dumortier 1827) Koch. – o białych, zielonkawobiałych lub nieco żółtawych (woskowożółtych), czasem czerwono nakrapianych owocach – która spotykana bywa w całym europejskim i azjatyckim zasięgu gatunku (także na ziemiach polskich)[50][51],
- f. anomalum (Rony) – owoce białe o kształcie gruszkowatym,
- f. erythrocarpum (Aschers. et Magnus) – owoce czerwone,
- f. epruniosum (Aschers. et Magnus) – owoce czarne, bez niebieskawego, woskowatego nalotu.

Opisano także formę pygmaea Ostenfeld 1896 wyróżniającą się niewielkimi rozmiarami (pęd nadziemny do 2,5 cm wysokości, liście do 5 mm długości i 3 mm szerokości), występującą na torfowiskach.

## Nazewnictwo
W polskim nazewnictwie ludowym i tradycyjnym funkcjonowały następujące nazwy: afina, afyny, borowina, borownik, borówczak, borówka, borówka zwyczajna, borôwka, borówka czernica, borzyk, carna jagoda, ciemna jagoda, czarna jagoda, czernica, czernina, czarne jagody, czernice, czornyja jahody, jafena, jafery, jagoda, jagoda czarna, jagoda czernica, jagoda leśna, jagodnik, jagodowisko, jagodzina, jagodzisko, modra jagoda, sinica. Na większości obszaru Polski przeważa nazwa jagoda lub czarna jagoda, podczas gdy w południowej części (na południe od Katowic, Krakowa i Rzeszowa) – borówka, a na wschodzie (w Białostocczyźnie i Lubelszczyźnie) również czernica. Stosowana w południowej Małopolsce nazwa borówka w pozostałej części kraju używana jest w odniesieniu do borówki brusznicy.
Nazwa rodzajowa vaccinium pochodzi od łacińskiego bacca – ‘jagoda’. Nazwa gatunkowa stosowana od XVI w. jest nawiązaniem do mirtu, który nieco przypominają krzewinki borówek.

## Zagrożenia i ochrona
Borówka czernica nie jest uznana za gatunek zagrożony. W Polsce nie podlega ochronie gatunkowej. Natomiast ze względu na szerokie rozpowszechnienie występuje w niemal wszystkich leśno-borowych siedliskach przyrodniczych chronionych w Polsce w ramach systemu Natura 2000, jak również w różnych siedliskach zaroślowych czy wrzosowiskowych. Dla szeregu siedlisk przyrodniczych jest wręcz gatunkiem typowym (reprezentatywnym). Przykładowo jej dominacja w warstwie runa siedliska zarośla kosodrzewiny (4070) jest warunkiem oceny stanu ochrony danego płatu tego siedliska jako właściwy. W pozostałych przypadkach, np. w kwaśnych dąbrowach (9190), borówka czarna jest wymieniana wśród gatunków typowych lub dominujących, a więc jej obecność w runie ma korzystny wpływ na ocenę, jednak jej brak, przy obecności innych gatunków typowych, nie jest wystarczający do obniżenia oceny. Z drugiej strony na niektórych siedliskach przyrodniczych bywa traktowana jako gatunek ekspansywny, którego liczna obecność obniża ocenę stanu siedliska, co ma miejsce na murawach bliźniczkowych (6230) czy górskich łąkach konietlicowych i mietlicowych (6520). Ekspansja borówki czarnej w siedlisku wysokogórskich muraw acydofilnych (Juncion trifidi) i bezwapiennych wyleżysk śnieżnych (Salicion herbaceae) (6510) jest wskaźnikiem jego degradacji, jednak kilkuprocentowe pokrycie tego gatunku jest uważane za stan naturalny. Pośrednia sytuacja występuje w przypadku śródlądowych borów chrobotkowych (91T0), gdzie borówka czarna jest charakterystycznym (a więc zasadniczo podnoszącym ocenę) elementem runa, jednak przy zbyt dużym pokryciu uważana jest (podobnie jak inne rośliny zielne) za gatunek ekspansywny. Również w przypadku siedlisk: wysokogórskie borówczyska bażynowe (4060) i subalpejskie zarośla wierzby lapońskiej lub wierzby śląskiej (Salicetum lapponum, Salicetum silesiacae) (4080) gatunek ten podnosi ocenę, występując na mniejszej powierzchni, a obniża, występując na większej, przy czym granica, od której jego ekspansja jest uważana za degradującą, to 50% pokrycia.

## Zastosowanie

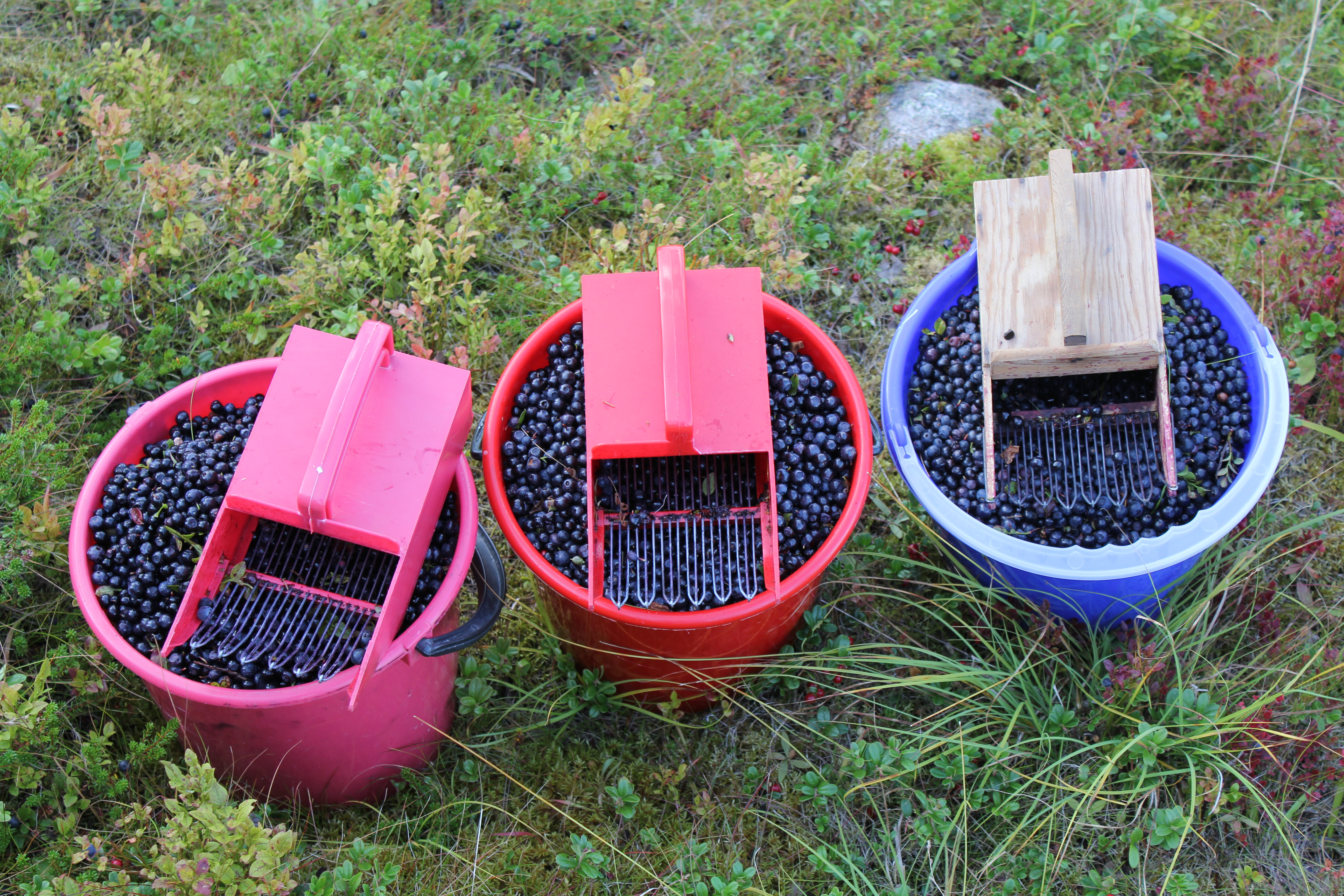
Narzędzia do zbierania borówek (ich stosowanie jest legalne np. w Szwecji)

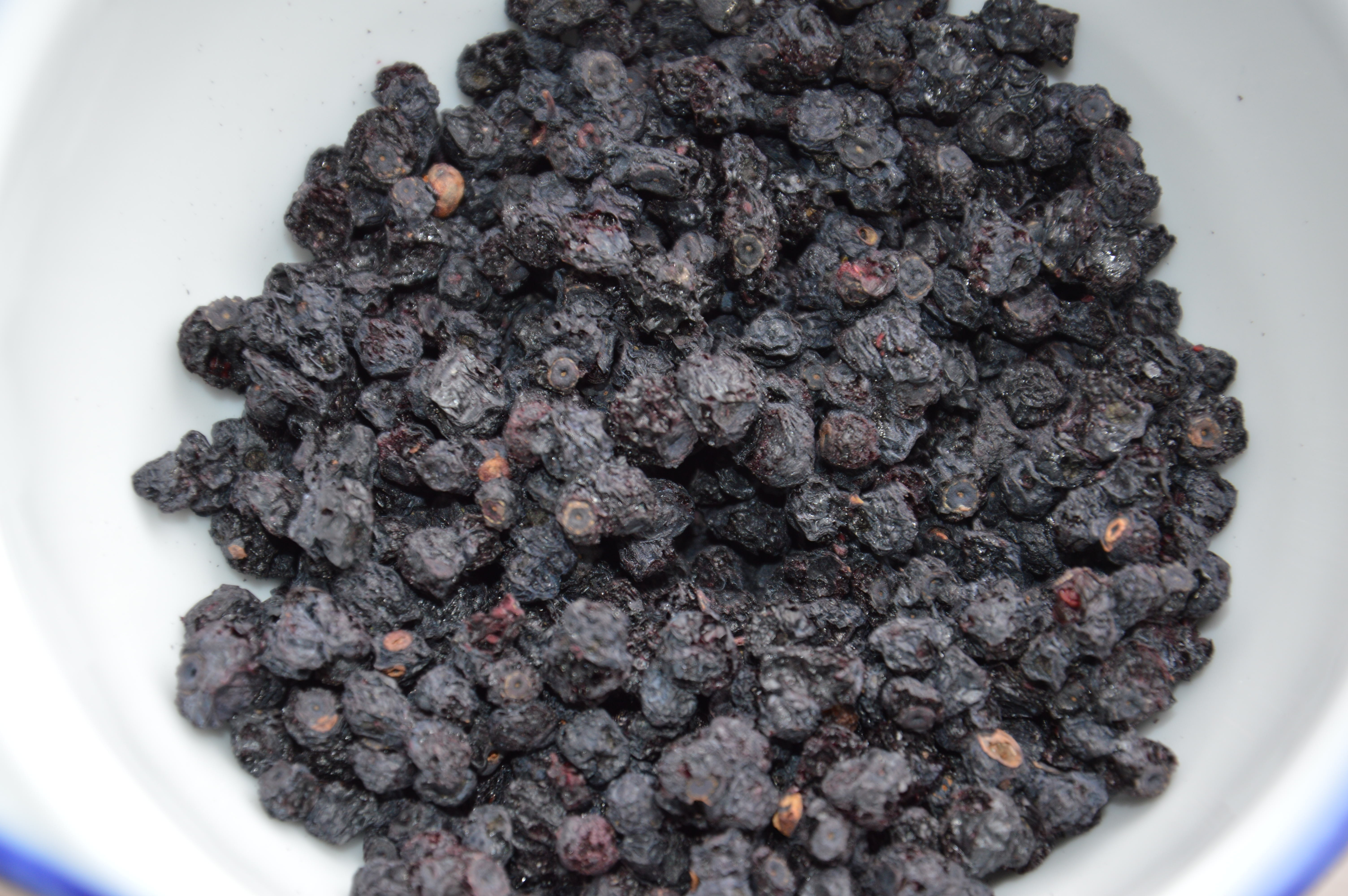
Suszone owoce borówki czarnej

### Roślina lecznicza
HistoriaBorówka czarna była wzmiankowana przez autorów starożytnych i średniowiecznych (m.in. Dioskurydes, Paracelsus), jednak nie była stosowana wówczas leczniczo na większą skalę, przynajmniej w Europie południowej i zachodniej. Roślina ta była natomiast od dawna bardzo istotna dla Słowian i ludów północnej Europy. Używano jej owoców jako lekarstwa przy biegunkach i krwawej dyzenterii. Zastosowanie takie utrzymało się w lecznictwie ludowym, przy czym często zalecano je także w większych dawkach przeciw owsikom. Na początku XX wieku czarne jagody wpłynęły znacząco na losy świata. Wykorzystane zostały przez chłopa i znachora z guberni tobolskiej – Rasputina – do powstrzymania krwotoków chorego carewicza Aleksego. Zyskał dzięki temu sympatię dworu Mikołaja II i w końcu ogromne wpływy na losy Rosji.
Surowiec zielarskiSurowiec zielarski stanowi owoc – Fructus Myrtilli (Farmakopea – Fructus Vaccinii) – i liść – Folium Myrtilli.
Zbiór i suszenieZbiór owoców leśnych (w celach leczniczych, spożywczych lub innych) jest w Polsce regulowany przez ministerialne rozporządzenie, które zezwala na zbiór owoców wyłącznie ręcznie (bez użycia narzędzi i urządzeń niszczących lub uszkadzających rośliny). Do celów leczniczych stosuje się owoce dojrzałe, ale nie przejrzałe. Po zbiorze należy je rozłożyć pojedynczą warstwą i pozostawić do przywiędnięcia. Następnie suszy się je na słońcu lub w piekarniku (w temperaturze 50–60 °C). Zbiór liści przeprowadza się w maju podczas kwitnienia roślin, według niektórych źródeł jesienią, ważne, by były zielone. Suszyć należy w miejscu zacienionym i przewiewnym lub w piekarniku (temperatura do 35 °C).
DziałanieDziałanie lecznicze przypisuje się przede wszystkim antocyjanom obecnym w owocach. Świeże owoce mają działanie rozluźniające przy zaparciach i jednocześnie przeciwbiegunkowe. To drugie działanie warunkowane jest także obecnością substancji pektynowych. Zawarte w owocach garbniki hamują przepuszczalność błon śluzowych jelit, niszczą również drobnoustroje chorobotwórcze, antocyjany zaś wiążą w przewodzie pokarmowym toksyny bakteryjne i inne szkodliwe związki, utrudniając ich wchłanianie. Działają przeciwbakteryjnie np. na bakterie z rodzaju Salmonella czy gronkowce (Staphylococcus). Badania in vitro oraz na zwierzętach wskazują na zapobieganie powstawaniu nowotworów oraz hamowanie ich rozwoju (zwłaszcza w odniesieniu do raka jelita grubego), co związane jest z właściwościami przeciwutleniającymi, przeciwzapalnymi, wywoływaniem apoptozy i regulacją angiogenezy. Antocyjany odpowiadają za działanie rozluźniające na naczynia krwionośne, lecznicze w przypadku zaburzeń mikrokrążenia. Badania przedkliniczne potwierdzają także aktywność przeciwtrombocytową. Owoce suszone działają przeciwbiegunkowo, antyseptycznie, przeciwgorączkowo, dawniej używane również jako środek antyrobaczycowy. Liście mają działanie przeciwbiegunkowe i przeciwbakteryjne, a dzięki zawartości związków flawonoidowych także moczopędne. Stosowano je także jako środek pomocniczy przy leczeniu cukrzycy – uważano, że obniżają poziom cukru we krwi (przed odkryciem insuliny borówki były jednym z najczęściej stosowanych leków w terapii cukrzycy), a niekiedy stosowane są także współcześnie. Działanie lecznicze przypisywane było glikokininom. Badania doświadczalne nie potwierdziły jednak skuteczności ekstraktów w leczeniu tej choroby. Cukrzyca typu 2 związana jest ze zwiększonym stresem oksydacyjnym, zapaleniami, dyslipidemią i towarzyszącymi jej chorobami sercowo-naczyniowymi, chorobami nowotworowymi oraz zaburzeniami wzroku. Korzystne efekty leczenia preparatami z borówki czarnej mogą być więc związane z leczniczym działaniem na dodatkowe schorzenia. Tak jest w przypadku zaburzeń mikrokrążenia w oku występujących m.in. w cukrzycy, leczonych antocyjanami borówki, które uszczelniają naczynia kapilarne. Wysuwane są także hipotezy o bezpośrednim wpływie borówki na wydzielanie insuliny lub transport cukrów. Pomimo szerokiego wykorzystania preparatów z borówki w ziołolecznictwie, tylko niewielka liczba dowodów wysokiej jakości wskazuje na ich skuteczność w jakiejkolwiek przypadłości.
Przypisywana jest czernicom zawartość substancji wpływających na poprawę ostrości widzenia w słabym świetle i dlatego podawane były pilotom odbywającym nocne loty w czasie II wojny światowej. Działanie takie nie zostało potwierdzone w testach medycznych. Prawdopodobnie podawanie przetworów z jagód alianckim pilotom i rozpowszechnienie poglądu o wpływie jagód na wzrok miało wprowadzić w błąd Niemców i ukryć źródło sukcesów lotów nocnych wynikających z rozwoju technologii radarowej. Jagodom przypisywano także działanie zapobiegające pylicy i zalecano je górnikom.
ZastosowanieOwoce (zwłaszcza suszone) i ich wyciągi wodne mogą być stosowane przy biegunkach o podłożu bakteryjnym, nieżytach żołądka i jelit, w zaburzeniach jelitowych wywołanych przez pokarm lub toksyny. Zalecane są zwłaszcza przy leczeniu biegunki u dzieci. Owoce świeże pomagają przy zaparciach, a odwary z nich stosowane są przeciw pasożytniczym obleńcom – glistom i owsikom. Owoce stosowane są także przy chorobach związanych z podeszłym wiekiem. Przy takim wykorzystaniu pomagać mają w zachowaniu funkcji poznawczych i neuromotorycznych, a także zapobiegać udarom i incydentom zakrzepowym. Preparaty z borówki czarnej wykorzystywane są w okulistyce, leczeniu chorób układu krążenia oraz wrzodów, a także jako środek przeciwzapalny i poprawiający gojenie ran. Wyciągi z liści stosuje się w stanach zapalnych układu moczowego, przewodu pokarmowego, zewnętrznie przy stanach zapalnych skóry i śluzówek oraz innych schorzeniach skóry i hemoroidach.
DawkowanieDo celów leczniczych zaleca się przyjmowanie 20–60 g suszonych owoców dziennie (jednorazowo 1–2 łyżki). Podobnie jak owoce suszone działają także: wino, kompoty, wyciągi alkoholowe i inne przetwory z jagód. Kompoty i marmolady są zalecane przy leczeniu stanów zapalnych jamy ustnej i gardła. Owoce borówki wchodzą w skład leku przeciwbiegunkowego Tannosan. Antocyjany z nich wykorzystywane są przy wytwarzaniu szeregu preparatów stosowanych w okulistyce. Owoce borówki i preparaty z nich uzyskiwane są nietoksyczne nawet w dużych dawkach, brak jednak badań klinicznych w zakresie długotrwałego stosowania i działania na kobiety ciężarne. Ze względu na brak badań klinicznych wykluczających działania niepożądane suszone owoce borówki nie są rekomendowane kobietom ciężarnym, karmiącym oraz dzieciom. W przypadku biegunki trwającej dłużej niż 3 dni konieczna jest konsultacja lekarska, a nie leczenie borówkami.
W przypadku preparatów z liści niezalecane jest ich dłuższe stosowanie (ponad 2 tygodnie), bowiem wiąże się to z ryzykiem działań niepożądanych. Nie zaleca się stosowania mieszanek ziołowych z liśćmi borówki oferowanych diabetykom (jako tzw. herbatki przeciwcukrzycowe), ze względu na możliwe ryzyko i niepotwierdzoną skuteczność.

Przeczytaj ostrzeżenie dotyczące informacji medycznych i pokrewnych zamieszczonych w Wikipedii.

### Roślina jadalna

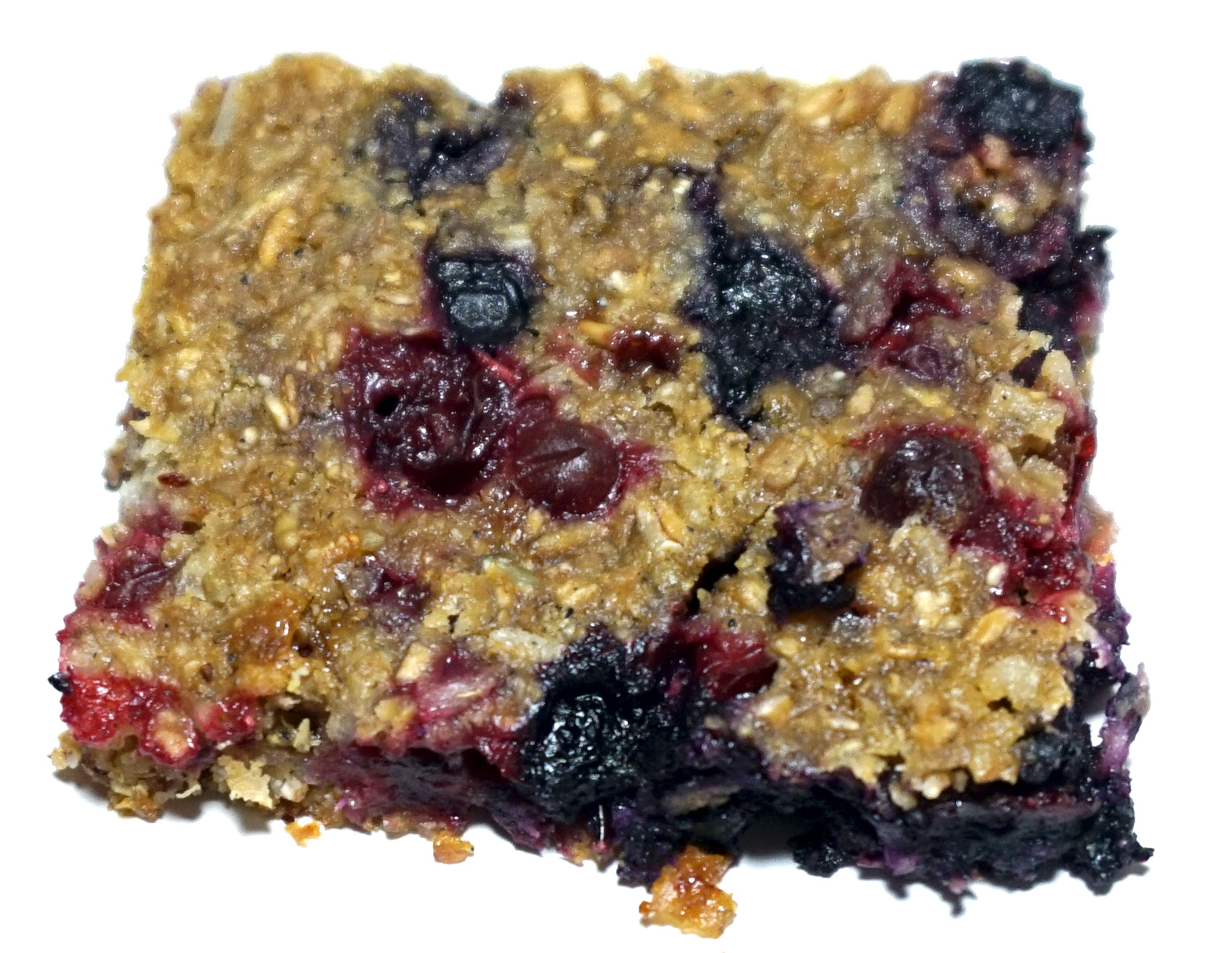
Ciasto z borówką czarną i brusznicą (kuchnia fińska)

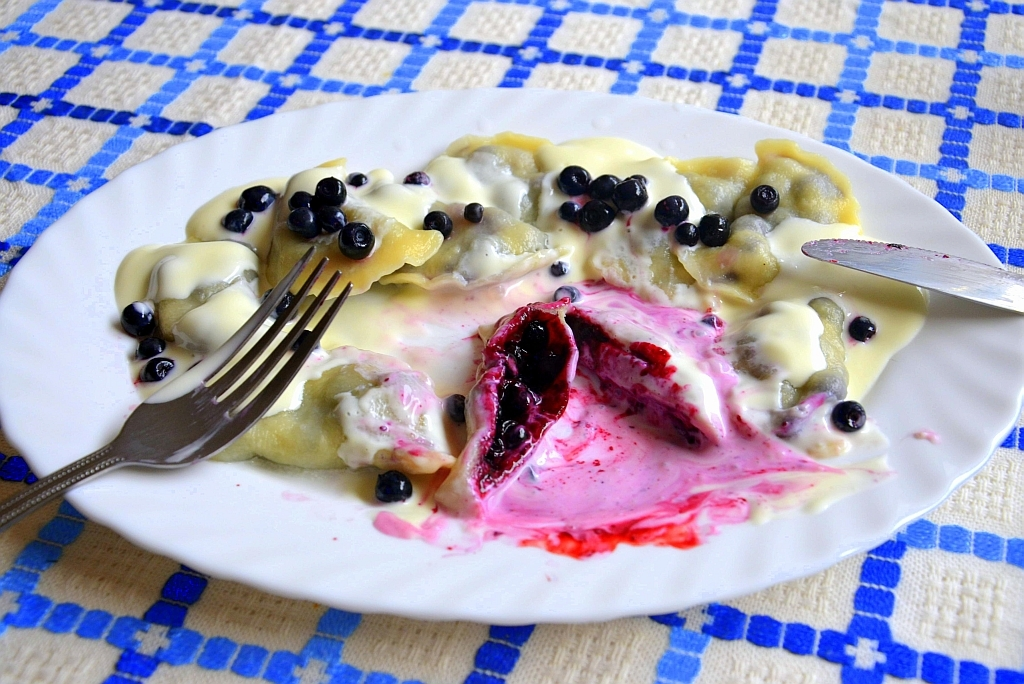
Pierogi z borówkami, Sanok

Do celów spożywczych zbiera się owoce dojrzałe. Nie należy zbierać owoców mokrych od rosy lub po deszczu. Nie powinno się także umieszczać ich w szczelnych naczyniach (wiadrach, słoikach), lecz przewiewnych – najlepiej wiklinowych lub łubowych. Zbiór powinien być gromadzony w pojemnikach możliwie płaskich i o pojemności nieprzekraczającej 10 kg, tak by owoce nie uległy zgnieceniu. Podczas samego zbioru należy zresztą zachowywać ostrożność, tak by owoców nie kaleczyć i nie zgniatać. Zbiór może być prowadzony tylko ręcznie. Stosowanie narzędzi w formie grzebieni z pojemnikiem jest zabronione, ponieważ nie pozwala na selekcję owoców, wiąże się z uszkadzaniem pędów, ogałaca rośliny z liści i zanieczyszcza plon. Wydajność jagodzisk wynosić może blisko dwie tony owoców z jednego hektara. Po zbiorze owoce muszą być transportowane i przechowywane w niskiej temperaturze.
Ze względu na ryzyko zarażenia bąblowicą nie należy zbierać jagód opadłych na ziemię. Owoce przed spożyciem powinny być dokładnie myte.
Owoce borówki czarnej oferowane i spożywane są w postaci świeżej, suszonej, mrożonej oraz jako składnik przetworów takich jak dżemy, soki oraz ciekłe lub sproszkowane koncentraty, będące suplementem diety. Przetwory z jagód wyróżniają się długą trwałością. W porównaniu do owoców takich jak truskawki, żurawina, wiśnie, maliny czy czarny bez – borówka zawiera wyjątkowo duże ilości antocyjanów. Mimo dużej konkurencji rynkowej bardziej plennych jagód północnoamerykańskich borówek krzewiastych, jagody czernicy są bardziej cenione ze względu na silniejszy aromat i powiązany z tym bogatszy skład chemiczny (o ponad sto związków chemicznych w stosunku do jagód gatunków amerykańskich). Najważniejszymi składnikami odżywczymi są węglowodany i kwasy organiczne, które wraz ze związkami eterycznymi i garbnikami mają też kluczowy wpływ na smak jagód.
Do tradycyjnie w Polsce przygotowywanych dań i przetworów z owoców borówki czarnej należą:
- pasteryzowane w słoikach jagody z cukrem, tradycyjne np. na Pomorzu, wpisane w 2009 r. jako „czarne jagody we własnym soku” na listę produktów tradycyjnych województwa pomorskiego przez Ministerstwo Rolnictwa i Rozwoju Wsi[82];
- jagodzianki – słodkie bułki drożdżowe z nadzieniem ze świeżych (lub mrożonych) jagód, podłużne lub okrągłe. W 2013 r. wpisane zostały na listę produktów tradycyjnych województwa mazowieckiego jako „bułki drożdżowe jagodzianki”[83] i województwa podkarpackiego jako „jagodzianki”[84];
- pierogi z jagodami – pierogi z nadzieniem ze świeżych (lub mrożonych) osłodzonych jagód, podawane najczęściej z cukrem i śmietaną, tradycyjne na Lubelszczyźnie i jako „pierogi zosinowskie z jagodami” wpisane w 2009 r. na listę produktów tradycyjnych województwa lubelskiego[85], zaś jako „pierogi pilzneńskie z borówkami” na listę województwa podkarpackiego[86];
- ciasto jagodowe – najczęściej jest typowym ciastem drożdżowym z owocami, jego wersja z kruszonką na wierzchu została wpisana w 2007 r. na listę produktów tradycyjnych województwa podkarpackiego jako „sędziszowskie ciasto z jagodami”[87];
- zupa jagodowa – podawana na ciepło lub na zimno w formie chłodnika, zawiesista i słodka, ciemnofioletowa, z widocznymi jagodami i kluskami. Wpisana została na listę produktów tradycyjnych województwa podkarpackiego jako „zupa z jagód”[88]. W okolicach Kielc, Pińczowa i Jędrzejowa tradycyjnie przygotowywana jest tzw. famuła – zupa z rozgotowanych jagód czernicy zaprawiona mlekiem[89]. Na ziemi chełmińskiej tradycyjną zupę jagodową zwano „muzami”[90];
- sok z jagód – ciemnofioletowy, tradycyjnie wytwarzany ze świeżych, dojrzałych owoców, np. w regionie lubelskim czy województwie świętokrzyskim, gdzie został w 2010 r. uznany za produkt tradycyjny pod nazwą „sok z czarnej jagody z lipowskich lasów”[91];
- nalewka jagodowa – wpisana w 2009 r. na listę produktów tradycyjnych województwa pomorskiego jako „nalewka jagodowa”, gęsta, granatowa z bordową nutą, 25–35% zawartości alkoholu[92], z kolei pod nazwą „jagodzica po kociewsku” zarejestrowany jest produkt tradycyjny województwa pomorskiego. Jagodzica przyrządzana jest z miodu, jagód i spirytusu, ma ok. 60% zawartości alkoholu[93];
- likiery ziołowe typu staniszowskiego (niem. Stonsdorfer) – np. likier karkonoski, wpisany w 2013 r. na listę produktów tradycyjnych województwa dolnośląskiego, gęsty, oleisty i lepki płyn, barwy rubinowej, o zawartości alkoholu 40%, z sokiem jagodowym[94];
- sos cumberland – stosowany do drobiu – jasna zasmażka rozprowadzona z sokiem jagód, doprawiona sokiem z cytryny, cukrem i solą[74].

W sztuce kulinarnej, zwłaszcza Francji, sok, czasem moszcz lub nawet wyodrębnione antocyjany (myrtyllina), bywają używane do barwienia win na głęboki, czysty i trwały czerwony kolor (kupażowanie), owoce zaś do przygotowania likieru. Z jagód wyrabiane są konfitury, dżemy, soki i galaretki. Osłodzone owoce, surowe lub mrożone, wykorzystywane są jako farsz pierogów, nadzienie do ciast (w Alzacji popularne jest tarte aux martilles), słodkich bułek (tzw. jagodzianka) lub jako dodatek do deserów, np. gofrów czy naleśników.
Liście borówki czarnej były wykorzystywane jako składnik herbaty.

### Inne zastosowania
Z liści borówki uzyskiwano zielony barwnik, a z owoców niebieski i czarny, który może być używany jako atrament. Pliniusz Starszy odnotował, że w starożytnym Rzymie za pomocą borówki czarnej barwiono na czarno ubrania niewolników.

## Uprawa
Jagody czernicy pozyskiwane są ze stanowisk naturalnych. Dotychczas nie udała się uprawa tego gatunku, choć eksperymentuje się z zakładaniem półupraw ze ściśle kontrolowanym nawożeniem i zabezpieczaniem roślin przed wymarzaniem. Wyniki takich zabiegów nie dają jednak powtarzalnych i jednoznacznych efektów. Potencjał produkcyjny tego gatunku jest dużo mniejszy niż w przypadku północnoamerykańskich borówek krzewiastych z sekcji Cyanococcus, wydających owoce nie pojedyncze, lecz skupione w gronach. Z drugiej strony lepsze walory smakowe i wartość odżywcza motywują do podejmowania prób zwiększenia plonów borówki czarnej. W Ameryce Północnej z powodzeniem od XIX wieku rozwijają się uprawy podobnego morfologicznie gatunku – Vaccinium angustifolium. W przypadku czernicy perspektywy zdają się mieć półuprawy z udziałem dziko rosnących roślin, ze względu na spadek plonów w przypadku uprawy roślin namnożonych wyłącznie wegetatywnie.
RozmnażanieRośliny można mnożyć wegetatywnie dzieląc kłącza wiosną i wczesną jesienią. Można też ukorzeniać półzdrewniałe zrazy (długości 5–8 cm) z tzw. piętką, pozyskiwane w sierpniu. Ciężko ukorzeniają się zrazy zdrewniałe sadzone późną jesienią. Nasiona można wysiewać od razu po zbiorze lub wiosną (wymagają trzymiesięcznej skaryfikacji). Siewki warto wysadzać na miejsce docelowe dopiero po przezimowaniu ich pod osłoną.
WymaganiaKwaśna gleba lekko gliniasta z dodatkiem torfu i próchnicy, bez węglanu wapnia. Owocuje lepiej na stanowiskach słonecznych.

## Obecność w kulturze

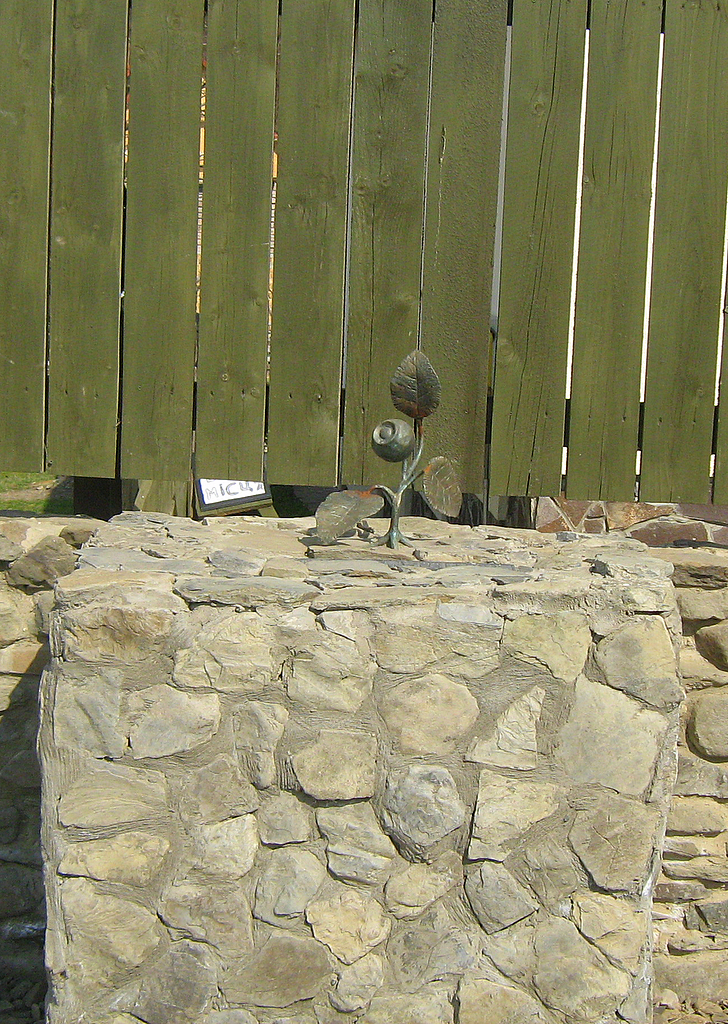
Pomnik czarnej jagody w ukraińskiej stolicy borówki – wsi Hukływyj

Zbieranie jagód w lesie to jedna z czynności typowo kojarzonych z polskim latem. Zaliczane jest, np. na terenie Borów Tucholskich, do tradycyjnych zajęć ludności wiejskiej, która zebrane jagody i inne leśne owoce przeznaczała do bezpośredniego spożycia, na powidła, wino lub sprzedawała na targu, suszyła na lekarstwa lub używała do sporządzania barwników do farbowania tkanin. Dziećmi zbierającymi w lesie grzyby i jagody opiekowała się Borowa Ciotka, która według wierzeń ludowych rdzennych Borowiaków zamieszkiwała tamtejsze lasy i była ich dobrym duchem. Przedstawiano ją jako staruszkę z koszem i kosturem, otoczoną przez zwierzęta, odzianą w szatę koloru kory sosnowej z zielonym pasem z igliwia oraz z diademem z szyszek na głowie. Jest jedną z postaci z kaszubskich legend. 2 lipca to dzień, w którym dawniej obchodzone było święto „Matki Boskiej Jagodnej”, podczas którego święcono jagody borówki. Jest to nazwa ludowa święta Nawiedzenia Najświętszej Maryi Panny, w Kościele katolickim obchodzonego współcześnie 31 maja. Na Lubelszczyźnie wierzono, że do tego dnia należało wstrzymać się ze zbieraniem i jedzeniem leśnych jagód, malin, agrestu i porzeczek. Kobiety, polecając się w modlitwie Matce Boskiej Jagodnej, wierzyły, że będą miały wówczas zdrowe, silne i odporne na choroby dzieci. W tradycji Lasowiaków tego dnia kobiety, którym zmarły dzieci, nie mogły jeść jagód. Złamanie zakazu oznaczałoby, że ich dzieci nie dostałyby jagód, które tego dnia w Niebie rozdawać miała Matka Boska. Zielem borówki tradycyjnie na wsiach polskich przybierano palmy wielkanocne oraz święconki.
W różnych miejscach i z różną tradycją odbywają się ludowe festyny i święta poświęcone czarnym jagodom. W Polsce festyn „Jagodobranie” organizowany jest dorocznie w Domatówku na Kaszubach. W Belgii od połowy XX wieku festyn (Fête des Myrtilles) organizowany jest w Vielsalm, w Czechach tradycją są festyny (Borůvkobraní) w Borovanach, w Niemczech (Das Blaubeerfest) w Eggesin, w Rosji w Krasnowiszersku (Kraj Permski), na Ukrainie we wsi Hukływyj (obwód zakarpacki), gdzie znajduje się też pomnik borówki.

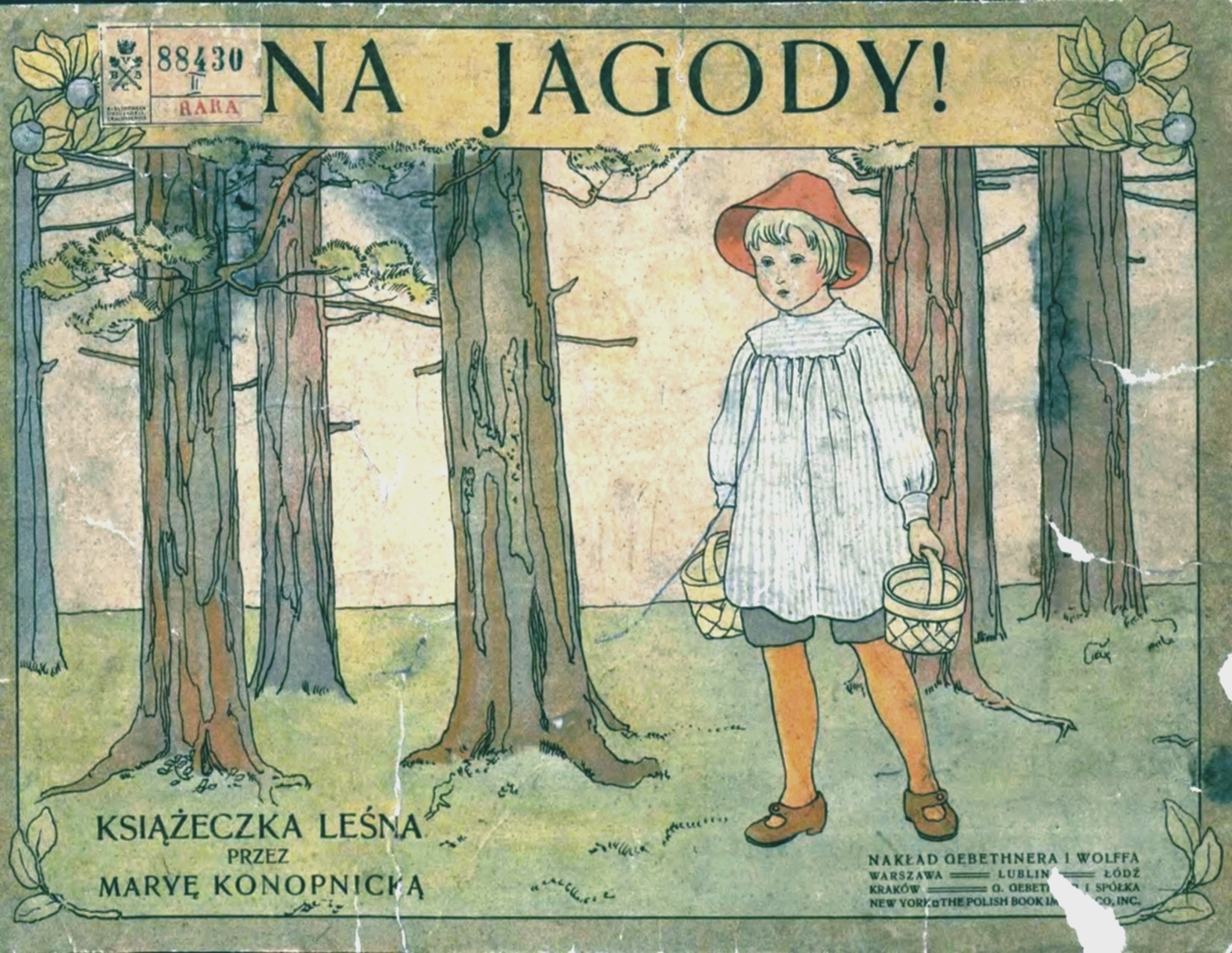
Strona tytułowa poematu „Na jagody”

Długa historia zbierania jagód znalazła odzwierciedlenie w literaturze dla dzieci. Maria Konopnicka napisała o tym poemat „Na jagody!” (1913) oraz wiersz „Na jagody” (1922). Tak pisała w poemacie:
Posłuchajcie, jak w poranek
Na czernice, na jagody
Szedł do boru mały Janek,
Jakie w boru miał przygody.
Czarne jagody i ich zbieranie pojawiają się jako motyw piosenek harcerskich i dziecięcych. Utwór nieznanego autora pt. „Jagódki” rozpoczyna się od słów „Jesteśmy jagódki, czarne jagódki”, a śpiewany był m.in. przez zespół Fasolki. W jednej ze zwrotek ludowej kołysanki z Lubelszczyzny także wspomniane są jagody:
Oj nie chodź koło wody
Da nie rób panu skody,
Oj nie łóm gałązecek
Da bo bedo jagody.
Jan Twardowski napisał wiersz-modlitwę zatytułowany „Który stwarzasz jagody”. Ukazał się w tomie jego wierszy pod tym samym tytułem, wydanym w 1983 r. nakładem Wydawnictwa Literackiego. Motyw owoców borówki pojawia się także w książce autorstwa Susan Gibb zatytułowanej „Czarne jagody”. Książka ta wydana została w Polsce w 2011 r. przez Korporację Ha!art w formie hipertekstu. Taki sam tytuł nosi książka Witolda Zalewskiego, polskiego pisarza i publicysty, wydana w 1975 r. W literaturze białoruskiej i rosyjskiej także pojawia się motyw czarnych jagód. Legendę o czernicy („Легенда пра чарніцы”) napisał Siarhiej Czyhryn. Odniesienia do jagód znajdują się także w utworach Pimiena Panczanki, Jauhiena Chwaleja i Saszy Czornego.
Imię żeńskie Jagoda, pochodzące od Jadwigi lub Agaty, nosi współcześnie np. Jagoda Gołek – polska szachistka, Jagoda Gruszczyńska – siatkarka plażowa, Jagoda Adamus – profesor sztuk plastycznych czy Jagoda Stach – aktorka. Bohaterki o tym imieniu pojawiają się w serialach telewizyjnych (Czterdziestolatek, Pierwsza miłość, Kryminalni, Ja wam pokażę!) oraz animowanych (Podwójne życie Jagody Lee).
Borówka czarna zamieszczana jest na znaczkach, np. łotewskich, radzieckich czy niemieckich.

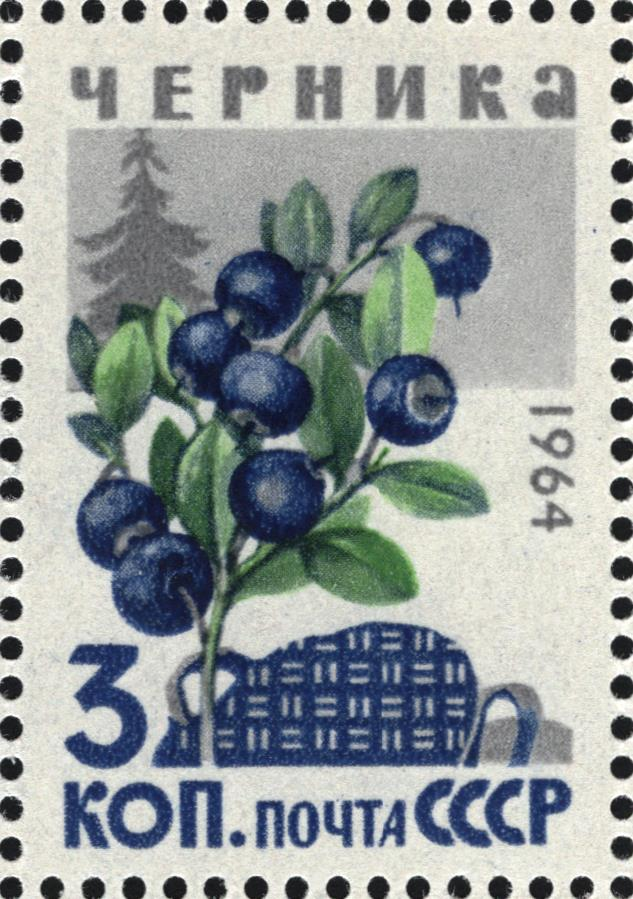
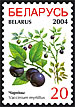